# Tiny Desk Concerts
Tiny Desk Concerts — серія живих концертів, організованих проєктом NPR Music. Усі виступи відбуваються за робочим столом Боба Бойлена, колишнього ведучого радіопрограми All Songs Considered, записуються на відео та викладаються в інтернет.

## Історія
Автором і ведучим Tiny Desk Concerts став Боб Бойлен, колишній режисер новинної програми All Things Considered на радіостанції NPR. 2000 року як великий поціновувач музики Бойлен вирішив створити власну радіопередачу All Songs Considered, у якій він ділився зі слухачами власними музичними знахідками, а також висвітлював численні музичні заходи, які сам часто відвідував. Так, 2008 року, перебуваючи на фестивалі South by Southwest, радіоведучий потрапив на виступ співачки Лори Гібсон. Він проходив у барі, повному людей, що дивилися баскетбол, а голос Гібсон був настільки тихим, що Бойлен і його колега Стівен Томпсон ледве могли його розчути. Незадоволені таким досвідом, вони запропонували музикантці приїхати до їхнього офісу в місті Вашингтон та виступити там. Через три тижні Гібсон справді з'явилися в головному офісі NPR, і Бойлен зі своїми колегами швидко організували та записали концерт, що зрештою став першим Tiny Desk Concert.

## Концепція

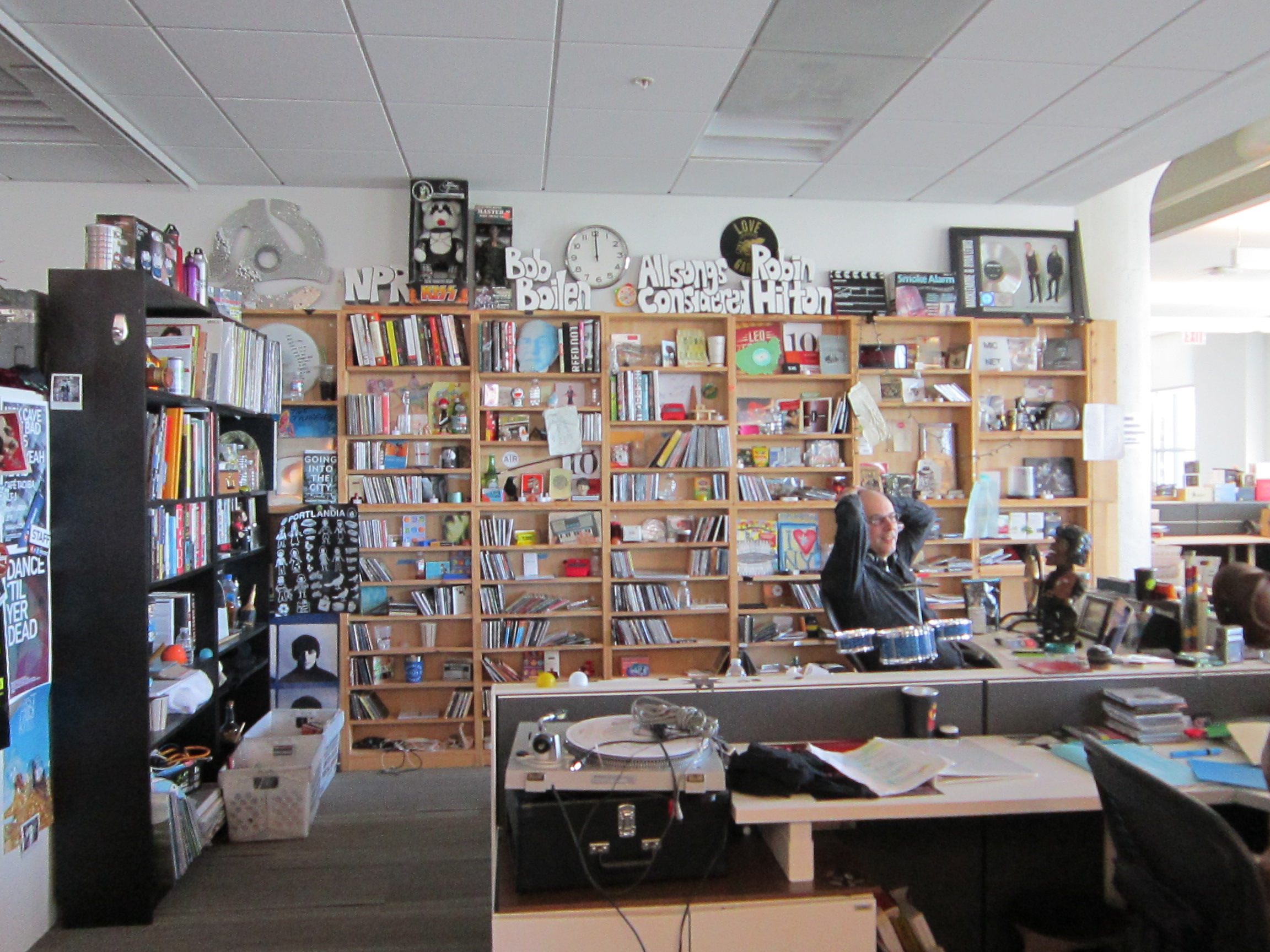
Місце проведення концертів Tiny Desk

Усі концерти Tiny Desk (англ. tiny — «крихітний», desk — «письмовий стіл») відбуваються за робочим місцем Боба Бойлена, розташованому посеред офісу NPR у місті Вашингтон. Навколо імпровізованої сцени збираються глядачі, які переважно складаються з людей, що працюють в офісі. За правилами шоу виконавцям дозволено використовувати лише ті інструменти, що можуть розміститися за столом. Підсилювачі звукових частот та всяка інша електроніка, типова для великих концертів, заборонена. Замість цього звук записується на мікрофони-дробовики (англ. shotgun microphone), що сприймають лише «прямий звук» і блокують сторонній шум. Відео виступів пишуть на декілька камер, здебільшого одним дублем і без монтажу, після чого розміщують їх на веб-сайті NPR Music і YouTube.
Формат Tiny Desk Concerts порівнюють з популярною серією акустичних концентрів Unplugged, що виходила на телеканалі MTV з кінця 1980-х років. Її творець Роберт Смолл називає проєкт NPR Music реінкарнацією свого шоу та «антидотом для цифрової ери». 2009 року Джон Ерл із Бристоля, Англія, започаткував  подібний до Tiny Desk проєкт під назвою Song from the Shed. Він облаштував сарай у власному дворі та запрошував різноманітних музикантів зіграти в ньому акустичний концерт.
У записі концертів Tiny Desk беруть участь музиканти різноманітних жанрів — інді-рок, хіп-хоп, джаз — а також колективи зі всього світу, що грають етнічну музику. Якщо спочатку виконавців обирав лише Бойлен, фанат інді-року, то згодом таку можливість отримали й інші співробітники NPR. Так, 2014 один із них запропонував запросити хіп-хоп виконавця T-Pain, виступ якого зрештою став найпопулярнішим відео Tiny Desk.

## Концерти за роками

### 2008
| Дата         | Виконавці              | Стаття NPR |
| ------------ | ---------------------- | ---------- |
| 22 квітня    | Лора Гібсон            | джерело    |
| 5 червня     | Вік Чеснатт            | джерело    |
| 25 червня    | Сем Філіпс             | джерело    |
| 10 липня     | Сера Кахун             | джерело    |
| 4 вересня    | Тао Нгуєн              | джерело    |
| 8 жовтня     | Курт Вагнер (Lambchop) | джерело    |
| 20 жовтня    | Dr. Dog                | джерело    |
| 7 листопада  | Джим Вайт              | джерело    |
| 14 листопада | Shearwater             | джерело    |
| 30 грудня    | Девід Дондеро          | джерело    |

### 2009
| Дата         | Виконавці                            | Стаття NPR |
| ------------ | ------------------------------------ | ---------- |
| 7 січня      | Wovenhand                            | джерело    |
| 27 січня     | Super XX Man                         | джерело    |
| 2 березня    | Том Джонс                            | джерело    |
| 8 травня     | Horse Feathers                       | джерело    |
| 29 травня    | Бенджі Феррі                         | джерело    |
| 8 червня     | Great Lake Swimmers                  | джерело    |
| 15 червня    | Джейсон Віо                          | джерело    |
| 22 червня    | The Avett Brothers                   | джерело    |
| 29 червня    | Марія Тейлор                         | джерело    |
| 6 липня      | Джулі Дворен                         | джерело    |
| 13 липня     | Білл Каллаган                        | джерело    |
| 20 липня     | Дейв Дуглас і Brass Ecstasy          | джерело    |
| 27 липня     | Сара Сіскінд                         | джерело    |
| 10 серпня    | The Swell Season                     | джерело    |
| 24 серпня    | Dark Meat                            | джерело    |
| 14 вересня   | The Tallest Man on Earth             | джерело    |
| 21 вересня   | Telekinesis                          | джерело    |
| 28 вересня   | Рафаел Садік                         | джерело    |
| 4 жовтня     | Джон Вандерслайс                     | джерело    |
| 10 жовтня    | Rodrigo y Gabriela                   | джерело    |
| 19 жовтня    | Ральф Стенлі                         | джерело    |
| 26 жовтня    | Edward Sharpe and The Magnetic Zeros | джерело    |
| 2 листопада  | Сондре Лерке                         | джерело    |
| 9 листопада  | K'naan                               | джерело    |
| 16 листопада | Bowerbirds                           | джерело    |
| 23 листопада | Zee Avi                              | джерело    |
| 30 листопада | Andrew W.K.                          | джерело    |
| 7 грудня     | Lightning Dust                       | джерело    |
| 16 грудня    | Fanfarlo                             | джерело    |
| 21 грудня    | Австралійський камерний оркестр      | джерело    |

### 2010
| Дата         | Виконавці                            | Стаття NPR |
| ------------ | ------------------------------------ | ---------- |
| 3 січня      | The Mountain Goats                   | джерело    |
| 10 січня     | Адам Аркурагі                        | джерело    |
| 20 січня     | The Low Anthem                       | джерело    |
| 26 січня     | Brooklyn Rider                       | джерело    |
| 1 лютого     | Dave Rawlings Machine і Гілліан Велч | джерело    |
| 8 лютого     | Едмар Кастаньєда                     | джерело    |
| 15 лютого    | Абаджі                               | джерело    |
| 22 лютого    | Алек Оунзворт                        | джерело    |
| 1 березня    | Лора Вейрз                           | джерело    |
| 8 березня    | Омара Портуондо                      | джерело    |
| 15 березня   | The Antlers                          | джерело    |
| 29 березня   | Wye Oak                              | джерело    |
| 2 квітня     | Джейкоб Ділан                        | джерело    |
| 11 квітня    | Регіна Картер                        | джерело    |
| 19 квітня    | Девід Рассел                         | джерело    |
| 26 квітня    | Лайонел Луїк                         | джерело    |
| 3 травня     | Fredrik                              | джерело    |
| 4 травня     | Moby та Келлі Скарр                  | джерело    |
| 11 травня    | Таррус Райлі                         | джерело    |
| 18 травня    | Phoenix                              | джерело    |
| 21 травня    | Бетті Лаветт                         | джерело    |
| 4 червня     | Зуїл Бейлі                           | джерело    |
| 21 червня    | The Mynabirds                        | джерело    |
| 22 червня    | «Дивний Ел» Янковик                  | джерело    |
| 28 червня    | Gogol Bordello                       | джерело    |
| 5 липня      | Los Campesinos!                      | джерело    |
| 12 липня     | Джиммі Кліфф                         | джерело    |
| 19 липня     | Villagers                            | джерело    |
| 26 липня     | Бела Флек, Едгар Маєр і Закір Хусейн | джерело    |
| 2 серпня     | The Holmes Brothers                  | джерело    |
| 9 серпня     | Мейвіс Стейплз                       | джерело    |
| 15 серпня    | Фрейзі Форд                          | джерело    |
| 17 серпня    | Peter Wolf Crier                     | джерело    |
| 23 серпня    | Lawrence Arabia                      | джерело    |
| 25 серпня    | Браян Кортні Вілсон                  | джерело    |
| 30 серпня    | Ана Тіжу                             | джерело    |
| 7 вересня    | The Nels Cline Singers               | джерело    |
| 13 вересня   | Сеу Джордж                           | джерело    |
| 15 вересня   | Аліса Вайлерштайн                    | джерело    |
| 20 вересня   | Іф Барзелай (Clem Snide)             | джерело    |
| 23 вересня   | Lost in the Trees                    | джерело    |
| 28 вересня   | Чак Браун                            | джерело    |
| 6 жовтня     | Tom Tom Club                         | джерело    |
| 10 жовтня    | Lower Dens                           | джерело    |
| 17 жовтня    | Hey Marseilles                       | джерело    |
| 25 жовтня    | Stile Antico                         | джерело    |
| 1 листопада  | Нік Лоу                              | джерело    |
| 2 листопада  | Rana Santacruz                       | джерело    |
| 8 листопада  | Black Dub                            | джерело    |
| 10 листопада | Los Lobos                            | джерело    |
| 14 листопада | Шерон ван Еттен                      | джерело    |
| 17 листопада | The Ghost of a Saber Tooth Tiger     | джерело    |
| 22 листопада | Олеф Арнальдс                        | джерело    |
| 29 листопада | Хайра Арбі                           | джерело    |
| 6 грудня     | Buke and Gase                        | джерело    |
| 8 грудня     | Йоланда Кондонасіс                   | джерело    |
| 13 грудня    | The Red River                        | джерело    |
| 15 грудня    | The Heligoats                        | джерело    |
| 20 грудня    | Matt Wilson's Christmas Tree-O       | джерело    |
| 26 грудня    | Луїза Майта                          | джерело    |
| 29 грудня    | Gyptian                              | джерело    |

### 2011
| Дата         | Виконавці                                        | Стаття NPR |
| ------------ | ------------------------------------------------ | ---------- |
| 3 січня      | Ебігейл Вошберн                                  | джерело    |
| 9 січня      | David Wax Museum                                 | джерело    |
| 17 січня     | Баллаке Сіссоко та Венсан Сігал                  | джерело    |
| 21 січня     | Iron & Wine                                      | джерело    |
| 24 січня     | Бася Булат                                       | джерело    |
| 1 лютого     | Річард Томпсон                                   | джерело    |
| 3 лютого     | Stars                                            | джерело    |
| 7 лютого     | Ivan & Alyosha                                   | джерело    |
| 12 лютого    | Есперанса Сполдінг                               | джерело    |
| 16 лютого    | Turtle Island Quartet                            | джерело    |
| 17 лютого    | Адель                                            | джерело    |
| 21 лютого    | Local Natives                                    | джерело    |
| 28 лютого    | Демієн Хурадо                                    | джерело    |
| 7 березня    | Steve Riley and the Mamou Playboys               | джерело    |
| 14 березня   | Ліз Райт                                         | джерело    |
| 4 квітня     | Неллі Маккей                                     | джерело    |
| 6 квітня     | Sierra Leone's Refugee All Stars                 | джерело    |
| 11 квітня    | Джош Ріттер                                      | джерело    |
| 13 квітня    | Отіс Тейлор                                      | джерело    |
| 18 квітня    | Mount Kimbie                                     | джерело    |
| 20 квітня    | Покі Лафарж                                      | джерело    |
| 25 квітня    | Стів Ерл                                         | джерело    |
| 27 квітня    | Ву Ман                                           | джерело    |
| 2 травня     | Букер Т. Джонс                                   | джерело    |
| 9 травня     | Хульєта Венегас                                  | джерело    |
| 11 травня    | Ніл Інніс                                        | джерело    |
| 16 травня    | Future Islands                                   | джерело    |
| 22 травня    | Low                                              | джерело    |
| 23 травня    | Джекі Іванко                                     | джерело    |
| 6 червня     | The Kopecky Family Band                          | джерело    |
| 8 червня     | The Black Angels                                 | джерело    |
| 13 червня    | Кріс Тілі і Майкл Дейвс                          | джерело    |
| 15 червня    | Чарлі Сім                                        | джерело    |
| 20 червня    | The Decemberists                                 | джерело    |
| 22 червня    | Yacht                                            | джерело    |
| 27 червня    | The Civil Wars                                   | джерело    |
| 30 червня    | Мілош                                            | джерело    |
| 5 липня      | The Blind Boys of Alabama                        | джерело    |
| 7 липня      | Julian Lage Trio                                 | джерело    |
| 11 липня     | Бен Соллі                                        | джерело    |
| 18 липня     | Джо Бойд і Робін Гічкок                          | джерело    |
| 21 липня     | Y La Bamba                                       | джерело    |
| 24 липня     | Givers                                           | джерело    |
| 28 липня     | They Might Be Giants                             | джерело    |
| 3 серпня     | Аманда Шайрс                                     | джерело    |
| 10 серпня    | Noah and the Whale                               | джерело    |
| 12 серпня    | Пол Джейкобс                                     | джерело    |
| 15 серпня    | Габі Морено                                      | джерело    |
| 18 серпня    | Other Lives                                      | джерело    |
| 25 серпня    | Джеймс Вінсент Макморроу                         | джерело    |
| 29 серпня    | Callmecat                                        | джерело    |
| 1 вересня    | Phosphorescent                                   | джерело    |
| 4 вересня    | King Creosote і Джон Гопкінс                     | джерело    |
| 9 вересня    | Foster the People                                | джерело    |
| 12 вересня   | Дієго Гарсія                                     | джерело    |
| 16 вересня   | Шон Роу                                          | джерело    |
| 19 вересня   | Джеремі Мессерсміт                               | джерело    |
| 21 вересня   | Beirut                                           | джерело    |
| 26 вересня   | Дженні Лін                                       | джерело    |
| 28 вересня   | The Klezmatics                                   | джерело    |
| 29 вересня   | Trombone Shorty                                  | джерело    |
| 5 жовтня     | Mates of State                                   | джерело    |
| 6 жовтня     | Fountains of Wayne                               | джерело    |
| 8 жовтня     | JEFF the Brotherhood                             | джерело    |
| 11 жовтня    | Grouplove                                        | джерело    |
| 14 жовтня    | Кріс Батгейт                                     | джерело    |
| 17 жовтня    | Wilco                                            | джерело    |
| 21 жовтня    | Гіларі Ган                                       | джерело    |
| 24 жовтня    | Бен Вільямс і Sound Effect                       | джерело    |
| 29 жовтня    | Ліза Ганніган                                    | джерело    |
| 3 листопада  | Хуанес                                           | джерело    |
| 7 листопада  | Єнс Лекман                                       | джерело    |
| 10 листопада | Маркета Ірглова                                  | джерело    |
| 17 листопада | Йо-Йо Ма, Едгар Маєр, Кріс Тілі та Стюарт Дункан | джерело    |
| 21 листопада | Джо Генрі                                        | джерело    |
| 23 листопада | Hospital Ships                                   | джерело    |
| 26 листопада | Гебрієл Кагане                                   | джерело    |
| 1 грудня     | Tune-Yards                                       | джерело    |
| 12 грудня    | I Wayne                                          | джерело    |
| 16 грудня    | Gem Club                                         | джерело    |
| 20 грудня    | The Music Tapes                                  | джерело    |
| 27 грудня    | Марія Волонте                                    | джерело    |

### 2012
| Дата         | Виконавці                                 | Стаття NPR |
| ------------ | ----------------------------------------- | ---------- |
| 5 січень     | Tinariwen                                 | джерело    |
| 9 січень     | Le Butcherettes                           | джерело    |
| 23 січень    | Screaming Females                         | джерело    |
| 23 січень    | Jake Schepps' Expedition Quartet          | джерело    |
| 23 січень    | Гленн Джонс                               | джерело    |
| 30 січень    | Girl in a Coma                            | джерело    |
| 1 лютого     | Анна Кальві                               | джерело    |
| 3 лютого     | Білл Фріселл                              | джерело    |
| 6 лютого     | The Creole Choir of Cuba                  | джерело    |
| 9 лютого     | Крейг Фінн                                | джерело    |
| 14 лютого    | Red Baraat                                | джерело    |
| 16 лютого    | Джоан Сорьяно                             | джерело    |
| 20 лютого    | Джойс ель-Хурі та Браян Джагде            | джерело    |
| 23 лютого    | The Cranberries                           | джерело    |
| 27 лютого    | Milagres                                  | джерело    |
| 1 березня    | Pistolera                                 | джерело    |
| 5 березня    | Лора Гібсон                               | джерело    |
| 8 березня    | Рудреш Магантаппа                         | джерело    |
| 12 березня   | Real Estate                               | джерело    |
| 24 березня   | Кайган Калгор                             | джерело    |
| 28 березня   | First Aid Kit                             | джерело    |
| 2 квітня     | So Percussion                             | джерело    |
| 5 квітня     | Кетлін Едвардс                            | джерело    |
| 10 квітня    | Caveman                                   | джерело    |
| 12 квітня    | Novalima                                  | джерело    |
| 16 квітня    | Soweto Gospel Choir                       | джерело    |
| 23 квітня    | Джолі Холланд                             | джерело    |
| 26 квітня    | Cowboy Junkies                            | джерело    |
| 30 квітня    | Hospitality                               | джерело    |
| 3 травня     | Нейтан Сальзбург                          | джерело    |
| 7 травня     | Endangered Blood                          | джерело    |
| 10 травня    | Kishi Bashi                               | джерело    |
| 14 травня    | Педро Солер і Гаспар Клаус                | джерело    |
| 17 травня    | Arborea                                   | джерело    |
| 21 травня    | Ян Тірсен                                 | джерело    |
| 26 травня    | Canadian Brass                            | джерело    |
| 31 травня    | Патрік Вотсон                             | джерело    |
| 4 червня     | Келлі Гоган                               | джерело    |
| 7 червня     | Allison Miller's Boom Tic Boom            | джерело    |
| 11 червня    | Деніел Джонстон                           | джерело    |
| 17 червня    | Глен Гансард                              | джерело    |
| 21 червня    | Mariachi El Bronx                         | джерело    |
| 25 червня    | Реджі Воттс                               | джерело    |
| 2 липня      | Exitmusic                                 | джерело    |
| 9 липня      | Бренді Карлайл                            | джерело    |
| 12 липня     | Лора Марлінг                              | джерело    |
| 15 липня     | Суад Массі                                | джерело    |
| 16 липня     | The Milk Carton Kids                      | джерело    |
| 22 липня     | Джанет Федер                              | джерело    |
| 29 липня     | The Walkmen                               | джерело    |
| 6 серпня     | Бет Ортон                                 | джерело    |
| 12 серпня    | The Zombies                               | джерело    |
| 20 серпня    | Руфус Вейнрайт                            | джерело    |
| 27 серпня    | Рено Гарсія-Фонс                          | джерело    |
| 10 вересня   | Аві Авіталь                               | джерело    |
| 17 вересня   | Аманда Палмер і The Grand Theft Orchestra | джерело    |
| 24 вересня   | Yva Las Vegass                            | джерело    |
| 1 жовтня     | Кет Едмонсон                              | джерело    |
| 4 жовтня     | Antibalas                                 | джерело    |
| 8 жовтня     | Spirit Family Reunion                     | джерело    |
| 11 жовтня    | Dirty Three                               | джерело    |
| 22 жовтня    | Robert Cray Band                          | джерело    |
| 25 жовтня    | Lord Huron                                | джерело    |
| 29 жовтня    | Passion Pit                               | джерело    |
| 5 листопада  | Джейсон Лайтл                             | джерело    |
| 12 листопада | Флако Хіменес                             | джерело    |
| 19 листопада | Бен Гіббард                               | джерело    |
| 26 листопада | Марта Вейнрайт                            | джерело    |
| 29 листопада | Taken by Trees                            | джерело    |
| 3 грудня     | Macklemore & Ryan Lewis                   | джерело    |
| 6 грудня     | Анаїс Мітчелл                             | джерело    |
| 9 грудня     | Денієл Бахман                             | джерело    |
| 10 грудня    | Лайл Ловетт                               | джерело    |
| 17 грудня    | Alt-J                                     | джерело    |
| 21 грудня    | The Polyphonic Spree                      | джерело    |
| 31 грудня    | Мігель                                    | джерело    |

### 2013
| Дата         | Виконавці                     | Стаття NPR |
| ------------ | ----------------------------- | ---------- |
| 7 січня      | Lucius                        | джерело    |
| 14 січня     | Black Prairie                 | джерело    |
| 28 січня     | Of Montreal                   | джерело    |
| 4 лютого     | Cantus                        | джерело    |
| 11 лютого    | The xx                        | джерело    |
| 18 лютого    | Night Beds                    | джерело    |
| 25 лютого    | Квінтет Мері Галворсон        | джерело    |
| 4 березня    | The Lone Bellow               | джерело    |
| 11 березня   | Мартін Гейз і Денніс Кегілл   | джерело    |
| 8 квітня     | Efterklang                    | джерело    |
| 15 квітня    | Yo La Tengo                   | джерело    |
| 22 квітня    | Омар Соса та Паоло Фресу      | джерело    |
| 29 квітня    | Father Figures                | джерело    |
| 6 травня     | Нікола Бенедетті              | джерело    |
| 13 травня    | Бадді Міллер і Джим Лодердейл | джерело    |
| 20 травня    | Мухаммед Реза Шаджарян        | джерело    |
| 3 червня     | OK Go                         | джерело    |
| 10 червня    | The National                  | джерело    |
| 15 червня    | NO BS! Brass Band             | джерело    |
| 17 червня    | Біллі Брагг                   | джерело    |
| 24 червня    | Патті Гріффін                 | джерело    |
| 29 червня    | Мая Бейзер                    | джерело    |
| 1 липня      | Лора Мвула                    | джерело    |
| 6 липня      | Шейк Хамала Дьябате           | джерело    |
| 8 липня      | Skinny Lister                 | джерело    |
| 13 липня     | Френк Тернер                  | джерело    |
| 15 липня     | Еліс Рассел                   | джерело    |
| 20 липня     | Шаєнн Марі Майз               | джерело    |
| 22 липня     | Guards                        | джерело    |
| 27 липня     | Time for Three                | джерело    |
| 29 липня     | Дана Фальконберрі             | джерело    |
| 3 серпня     | Кітон Генсон                  | джерело    |
| 10 серпня    | Джим Гатрі                    | джерело    |
| 12 серпня    | Alpine                        | джерело    |
| 17 серпня    | Mother Falcon                 | джерело    |
| 19 серпня    | The Front Bottoms             | джерело    |
| 26 серпня    | Буйка                         | джерело    |
| 31 серпня    | Стів Ганн                     | джерело    |
| 4 вересня    | Baths                         | джерело    |
| 7 вересня    | Бомбіно                       | джерело    |
| 10 вересня   | The 1975                      | джерело    |
| 14 вересня   | Артуро О'Фаррілл              | джерело    |
| 16 вересня   | Shovels & Rope                | джерело    |
| 21 вересня   | The Cristina Pato Trio        | джерело    |
| 28 вересня   | Hem                           | джерело    |
| 30 вересня   | Олівер Мтукудзі               | джерело    |
| 5 жовтня     | Лоуренс Браунлі               | джерело    |
| 7 жовтня     | Superchunk                    | джерело    |
| 12 жовтня    | Валері Джун                   | джерело    |
| 15 жовтня    | Okkervil River                | джерело    |
| 19 жовтня    | Matt Ulery's Loom             | джерело    |
| 21 жовтня    | Daughter                      | джерело    |
| 26 жовтня    | Typhoon                       | джерело    |
| 28 жовтня    | San Fermin                    | джерело    |
| 31 жовтня    | Ніко Кейс                     | джерело    |
| 3 листопада  | Ешлі Монро                    | джерело    |
| 9 листопада  | Гарі Бертон                   | джерело    |
| 12 листопада | Дебашиш Баттачарья            | джерело    |
| 16 листопада | Джон Ледженд                  | джерело    |
| 23 листопада | Waxahatchee                   | джерело    |
| 25 листопада | Kronos Quartet                | джерело    |
| 2 грудня     | The Dismemberment Plan        | джерело    |
| 7 грудня     | Сара Ярош                     | джерело    |
| 9 грудня     | Dessa                         | джерело    |
| 14 грудня    | Крістін Салем                 | джерело    |
| 16 грудня    | La Santa Cecilia              | джерело    |
| 21 грудня    | Preservation Hall Jazz Band   | джерело    |

### 2014
| Дата         | Виконавці                     | Стаття NPR |
| ------------ | ----------------------------- | ---------- |
| 4 січня      | Ванесса Во                    | джерело    |
| 7 січня      | Lily & Madeleine              | джерело    |
| 13 січня     | Afro Blue                     | джерело    |
| 20 січня     | Robert Glasper Experiment     | джерело    |
| 27 січня     | Енджел Олсен                  | джерело    |
| 3 лютого     | Pixies                        | джерело    |
| 8 лютого     | Fanfare Ciocărlia             | джерело    |
| 10 лютого    | Сюзанна Веґа                  | джерело    |
| 18 лютого    | Кейт Ле Бон                   | джерело    |
| 22 лютого    | Софія Рей                     | джерело    |
| 24 лютого    | Brass Bed                     | джерело    |
| 2 березня    | Асаф Авідан                   | джерело    |
| 6 березня    | Lowland Hum                   | джерело    |
| 10 березня   | Джейк Баґґ                    | джерело    |
| 17 березня   | Даян Клак                     | джерело    |
| 24 березня   | Джозеф Каллеха                | джерело    |
| 31 березня   | The Haden Triplets            | джерело    |
| 7 квітня     | The Both                      | джерело    |
| 12 квітня    | Том Бросо                     | джерело    |
| 14 квітня    | Кортні Барнетт                | джерело    |
| 19 квітня    | Усман Ріяз                    | джерело    |
| 21 квітня    | Федеріко Обеле                | джерело    |
| 26 квітня    | Quilt                         | джерело    |
| 28 квітня    | Johnnyswim                    | джерело    |
| 3 травня     | Кіан Нуджент                  | джерело    |
| 5 травня     | Public Service Broadcasting   | джерело    |
| 10 травня    | Timber Timbre                 | джерело    |
| 12 травня    | Chvrches                      | джерело    |
| 17 травня    | Істін Девіс                   | джерело    |
| 20 травня    | Ages and Ages                 | джерело    |
| 24 травня    | Ясмін Хамдан                  | джерело    |
| 27 травня    | Hozier                        | джерело    |
| 31 травня    | Хуана Моліна                  | джерело    |
| 2 червня     | Сімона Діннерстін             | джерело    |
| 7 червня     | Марьян Маклафлін              | джерело    |
| 14 червня    | Еліот Фіск і Пако Пенья       | джерело    |
| 16 червня    | Родні Кровелл                 | джерело    |
| 21 червня    | Mali Music                    | джерело    |
| 23 червня    | Конор Оберст                  | джерело    |
| 28 червня    | Трейсі Сільверман             | джерело    |
| 1 липня      | Лідія Лавлесс                 | джерело    |
| 5 липня      | The Foreign Exchange          | джерело    |
| 7 липня      | Moon Hooch                    | джерело    |
| 13 липня     | Джон Грант                    | джерело    |
| 14 липня     | Голлі Вільямс                 | джерело    |
| 19 липня     | Маріса Андерсон               | джерело    |
| 21 липня     | Гамільтон Лейтгаузер          | джерело    |
| 25 липня     | Highasakite                   | джерело    |
| 29 липня     | Saintseneca                   | джерело    |
| 2 серпня     | Quetzal                       | джерело    |
| 4 серпня     | The Family Crest              | джерело    |
| 9 серпня     | Irene Diaz                    | джерело    |
| 11 серпня    | Боб Молд                      | джерело    |
| 16 серпня    | Ернест Ранглін                | джерело    |
| 18 серпня    | Pacifica Quartet              | джерело    |
| 23 серпня    | Родріго Амаранте              | джерело    |
| 26 серпня    | Nickel Creek                  | джерело    |
| 30 серпня    | Стерджілл Сімпсон             | джерело    |
| 3 вересня    | Trampled by Turtles           | джерело    |
| 6 вересня    | Джессіка Лі Мейфілд           | джерело    |
| 8 вересня    | Джастін Таунс Ерл             | джерело    |
| 15 вересня   | Luluc                         | джерело    |
| 22 вересня   | Tweedy                        | джерело    |
| 29 вересня   | Bio Ritmo                     | джерело    |
| 4 жовтня     | Ryan Keberle & Catharsis      | джерело    |
| 6 жовтня     | Джексон Браун                 | джерело    |
| 11 жовтня    | Ракель Софія                  | джерело    |
| 14 жовтня    | The Bots                      | джерело    |
| 18 жовтня    | Аусгейр                       | джерело    |
| 20 жовтня    | Ентоні Д'Амато                | джерело    |
| 25 жовтня    | Датський струнний квартет     | джерело    |
| 29 жовтня    | T-Pain                        | джерело    |
| 30 жовтня    | Banks                         | джерело    |
| 31 жовтня    | The Sun Ra Arkestra           | джерело    |
| 8 листопада  | Making Movies                 | джерело    |
| 10 листопада | Roomful of Teeth              | джерело    |
| 15 листопада | Давід Гарза                   | джерело    |
| 22 листопада | Джей Маскіс                   | джерело    |
| 24 листопада | Пет Бенатар і Ніл Джіральдо   | джерело    |
| 1 грудня     | Сем Амідон і Білл Фріселл     | джерело    |
| 4 грудня     | Дублінський гітарний квартет  | джерело    |
| 6 грудня     | St. Paul and The Broken Bones | джерело    |
| 9 грудня     | Yusuf / Cat Stevens           | джерело    |
| 20 грудня    | Люсінда Вільямс               | джерело    |

### 2015
| Дата         | Виконавці                                 | Стаття NPR |
| ------------ | ----------------------------------------- | ---------- |
| 5 січня      | Трей Анастасіо                            | джерело    |
| 13 січня     | Даніель Лануа                             | джерело    |
| 20 січня     | Rubblebucket                              | джерело    |
| 27 січня     | Боббі Бейр-молодший                       | джерело    |
| 3 лютого     | John Reilly & Friends                     | джерело    |
| 10 лютого    | Mucca Pazza                               | джерело    |
| 17 лютого    | Until the Ribbon Breaks                   | джерело    |
| 23 лютого    | Зола Джізус                               | джерело    |
| 25 лютого    | Ден Дікон                                 | джерело    |
| 2 березня    | Phox                                      | джерело    |
| 7 березня    | Ауреліо                                   | джерело    |
| 9 березня    | Fantastic Negrito                         | джерело    |
| 14 березня   | Метт Гаймовіц і Крістофер О'Райлі         | джерело    |
| 16 березня   | Punch Brothers                            | джерело    |
| 28 березня   | Anonymous 4 разом із Брюсом Мольскі       | джерело    |
| 30 березня   | Sylvan Esso                               | джерело    |
| 6 квітня     | Death Cab for Cutie                       | джерело    |
| 10 квітня    | Beach Slang                               | джерело    |
| 13 квітня    | Чедвік Стокс                              | джерело    |
| 17 квітня    | Роза Діас                                 | джерело    |
| 20 квітня    | Джессі Вейр                               | джерело    |
| 25 квітня    | DakhaBrakha                               | джерело    |
| 29 квітня    | Хосе Гонсалес                             | джерело    |
| 1 травня     | Дієго Ель Сігала                          | джерело    |
| 4 травня     | Vijay Iyer Trio                           | джерело    |
| 8 травня     | Eskmo                                     | джерело    |
| 11 травня    | Bellows                                   | джерело    |
| 15 травня    | Камане                                    | джерело    |
| 19 травня    | Young Fathers                             | джерело    |
| 22 травня    | Джейсон Віо та Йоланда Кондонассіс        | джерело    |
| 26 травня    | Madisen Ward and The Mama Bear            | джерело    |
| 29 травня    | Френк Ферфілд                             | джерело    |
| 1 червня     | Женев'єв                                  | джерело    |
| 8 червня     | Anna & Elizabeth                          | джерело    |
| 15 червня    | The Prettiots                             | джерело    |
| 19 червня    | Strand of Oaks                            | джерело    |
| 22 червня    | Hop Along                                 | джерело    |
| 26 червня    | Oddisee                                   | джерело    |
| 30 червня    | And the Kids                              | джерело    |
| 6 липня      | Крістофер Пол Стеллінг                    | джерело    |
| 10 липня     | Girlpool                                  | джерело    |
| 17 липня     | Songhoy Blues                             | джерело    |
| 21 липня     | Кей Темпест                               | джерело    |
| 28 липня     | Пол Веллер                                | джерело    |
| 31 липня     | Шамір                                     | джерело    |
| 3 серпня     | Soak                                      | джерело    |
| 5 серпня     | Теренс Бланшар за участі The E-Collective | джерело    |
| 10 серпня    | Torres                                    | джерело    |
| 14 серпня    | Restorations                              | джерело    |
| 17 серпня    | Кейсі Масгрейвс                           | джерело    |
| 21 серпня    | Son Lux                                   | джерело    |
| 24 серпня    | Керолайн Роуз                             | джерело    |
| 28 серпня    | Eskimeaux                                 | джерело    |
| 31 серпня    | Mitski                                    | джерело    |
| 4 вересня    | Happyness                                 | джерело    |
| 8 вересня    | Леон Бріджес                              | джерело    |
| 11 вересня   | Сем Лі                                    | джерело    |
| 18 вересня   | Watkins Family Hour                       | джерело    |
| 22 вересня   | Джина Чавес                               | джерело    |
| 25 вересня   | Джоан Шеллі                               | джерело    |
| 29 вересня   | The Internet                              | джерело    |
| 2 жовтня     | Ліанна Ла Гавас                           | джерело    |
| 5 жовтня     | Deqn Sue                                  | джерело    |
| 9 жовтня     | Крістіан Скотт Атунде Аджуа               | джерело    |
| 13 жовтня    | Андра Дей                                 | джерело    |
| 16 жовтня    | Oh Pep!                                   | джерело    |
| 19 жовтня    | Паоло Анджелі                             | джерело    |
| 23 жовтня    | Beauty Pill                               | джерело    |
| 27 жовтня    | The Suffers                               | джерело    |
| 2 листопада  | Diane Coffee                              | джерело    |
| 5 листопада  | Кріс Степлтон                             | джерело    |
| 6 листопада  | My Bubba                                  | джерело    |
| 9 листопада  | Aurora                                    | джерело    |
| 13 листопада | Рахім аль-Хадж                            | джерело    |
| 17 листопада | Nathaniel Rateliff & the Night Sweats     | джерело    |
| 20 листопада | The Wild Reeds                            | джерело    |
| 23 листопада | Youth Lagoon                              | джерело    |
| 30 листопада | Тедді Абрамс                              | джерело    |
| 4 грудня     | Protomartyr                               | джерело    |
| 8 грудня     | The Oh Hellos                             | джерело    |
| 10 грудня    | Sharon Jones & The Dap-Kings              | джерело    |
| 11 грудня    | Land Lines                                | джерело    |
| 14 грудня    | Шейкі Грейвс                              | джерело    |
| 18 грудня    | Son Little                                | джерело    |
| 21 грудня    | Sharon Jones & The Dap-Kings              | джерело    |

### 2016
| Дата         | Виконавці                            | Стаття NPR |
| ------------ | ------------------------------------ | ---------- |
| 5 січня      | Rapsody                              | джерело    |
| 8 січня      | Mariachi Flor de Toloache            | джерело    |
| 12 січня     | Наталі Мерчант                       | джерело    |
| 14 січня     | Бенні Сінгс                          | джерело    |
| 19 січня     | River Whyless                        | джерело    |
| 22 січня     | Wolf Alice                           | джерело    |
| 25 січня     | The Arcs                             | джерело    |
| 29 січня     | EL VY                                | джерело    |
| 8 лютого     | Car Seat Headrest                    | джерело    |
| 10 лютого    | Челсі Вулф                           | джерело    |
| 16 лютого    | Бен Фолдс                            | джерело    |
| 22 лютого    | Wilco                                | джерело    |
| 24 лютого    | Brushy One String                    | джерело    |
| 25 лютого    | Lake Street Dive                     | джерело    |
| 2 березня    | Monsieur Periné                      | джерело    |
| 4 березня    | Жульєн Бейкер                        | джерело    |
| 8 березня    | Грем Неш                             | джерело    |
| 10 березня   | Гейлін Лі                            | джерело    |
| 17 березня   | Пітер Фремптон                       | джерело    |
| 24 березня   | Ентоні Гамільтон                     | джерело    |
| 24 березня   | Tedeschi Trucks Band                 | джерело    |
| 30 березня   | Pwr Bttm                             | джерело    |
| 30 березня   | Ане Брун                             | джерело    |
| 6 квітня     | Mothers                              | джерело    |
| 8 квітня     | Palehound                            | джерело    |
| 11 квітня    | Seratones                            | джерело    |
| 15 квітня    | Бенджамін Клементайн                 | джерело    |
| 20 квітня    | Sister Sparrow & The Dirty Birds     | джерело    |
| 20 квітня    | Джулія Голтер                        | джерело    |
| 28 квітня    | Florist                              | джерело    |
| 29 квітня    | Eighth Blackbird                     | джерело    |
| 3 травня     | Моніка                               | джерело    |
| 5 травня     | Лара Сент-Джон                       | джерело    |
| 12 травня    | Дайме Аросена                        | джерело    |
| 13 травня    | Стів Кімок                           | джерело    |
| 17 травня    | Енді Шауф                            | джерело    |
| 20 травня    | Роберт Елліс                         | джерело    |
| 24 травня    | Керрі Родрігес                       | джерело    |
| 25 травня    | Ендрю Берд                           | джерело    |
| 1 червня     | Баррі Дуглас                         | джерело    |
| 2 червня     | Сем Бім і Джеска Хуп                 | джерело    |
| 9 червня     | Weaves                               | джерело    |
| 13 червня    | Чік Корія та Гарі Бертон             | джерело    |
| 16 червня    | Бренді Кларк                         | джерело    |
| 16 червня    | Алессіо Бакс                         | джерело    |
| 22 червня    | Машру Лейла                          | джерело    |
| 28 червня    | Чарльз Ллойд і Джейсон Моран         | джерело    |
| 29 червня    | Адія Вікторія                        | джерело    |
| 30 червня    | Los Hacheros                         | джерело    |
| 6 липня      | Джейн Баннет                         | джерело    |
| 7 липня      | Valley Queen                         | джерело    |
| 13 липня     | Chris Forsyth & The Solar Motel Band | джерело    |
| 18 липня     | Грегорі Портер                       | джерело    |
| 21 липня     | John Congleton and The Nighty Nite   | джерело    |
| 25 липня     | Ксенія Рубінос                       | джерело    |
| 27 липня     | Рене Марі                            | джерело    |
| 27 липня     | Рейчел Бартон Пайн                   | джерело    |
| 27 липня     | Кевін Морбі                          | джерело    |
| 27 липня     | Люсі Дейкус                          | джерело    |
| 5 серпня     | The Jayhawks                         | джерело    |
| 12 серпня    | Anderson .Paak і The Free Nationals  | джерело    |
| 18 серпня    | Маргарет Гласпі                      | джерело    |
| 18 серпня    | Едді Палмьєрі                        | джерело    |
| 25 серпня    | Ніна Діас                            | джерело    |
| 29 серпня    | Big Thief                            | джерело    |
| 6 вересня    | Вільям Белл                          | джерело    |
| 8 вересня    | The Secret Sisters                   | джерело    |
| 15 вересня   | Сол Вільямс                          | джерело    |
| 19 вересня   | Керінн Бейлі Рей                     | джерело    |
| 23 вересня   | Blue Man Group                       | джерело    |
| 28 вересня   | Джошуа Белл і Джеремі Денк           | джерело    |
| 3 жовтня     | Common                               | джерело    |
| 7 жовтня     | Гейлі Бонар                          | джерело    |
| 9 жовтня     | Blind Pilot                          | джерело    |
| 11 жовтня    | RDGLDGRN                             | джерело    |
| 13 жовтня    | Біллі Брегг і Джо Генрі              | джерело    |
| 20 жовтня    | Drive-By Truckers                    | джерело    |
| 25 жовтня    | Джон Пол Вайт                        | джерело    |
| 25 жовтня    | Joseph                               | джерело    |
| 1 листопада  | The Westerlies                       | джерело    |
| 3 листопада  | Ta-ku та Wafia                       | джерело    |
| 8 листопада  | Attacca Quartet                      | джерело    |
| 8 листопада  | Адам Торрес                          | джерело    |
| 16 листопада | Tegan and Sara                       | джерело    |
| 22 листопада | Pinegrove                            | джерело    |
| 22 листопада | Марго Прайс                          | джерело    |
| 2 грудня     | Ро Джеймс                            | джерело    |
| 6 грудня     | Gucci Mane                           | джерело    |
| 6 грудня     | Alsarah & The Nubatones              | джерело    |
| 12 грудня    | Дерек Гріппер                        | джерело    |
| 19 грудня    | The Oh Hellos                        | джерело    |
| 21 грудня    | Деклан Маккенна                      | джерело    |

### 2017
| Дата           | Виконавці                              | Стаття NPR |
| -------------- | -------------------------------------- | ---------- |
| 5 січня        | Донні Маккаслін                        | джерело    |
| 9 січня        | Ліла Даунс                             | джерело    |
| 10 січня       | DRAM                                   | джерело    |
| 17 січня       | Брент Кобб                             | джерело    |
| 19 січня       | BadBadNotGood                          | джерело    |
| 25 січня       | Галлант                                | джерело    |
| 25 січня       | Miramar                                | джерело    |
| 6 лютого       | Run the Jewels                         | джерело    |
| 10 лютого      | Есме Паттерсон                         | джерело    |
| 15 лютого      | Агнес Обель                            | джерело    |
| 21 лютого      | Little Simz                            | джерело    |
| 28 лютого      | Dirty Dozen Brass Band                 | джерело    |
| 3 березня      | Нінет                                  | джерело    |
| 6 березня      | Марен Морріс                           | джерело    |
| 9 березня      | Overcoats                              | джерело    |
| 10 березня     | Tank and the Bangas                    | джерело    |
| 13 березня     | Red Baraat                             | джерело    |
| 21 березня     | Sampha                                 | джерело    |
| 24 березня     | Delicate Steve                         | джерело    |
| 3 квітня       | Noname                                 | джерело    |
| 6 квітня       | Таш Султана                            | джерело    |
| April 7 квітня | Sinkane                                | джерело    |
| 12 квітня      | Ljova and the Kontraband               | джерело    |
| 13 квітня      | Chicano Batman                         | джерело    |
| 19 квітня      | Alt-J                                  | джерело    |
| 28 квітня      | Антоніо Лісана                         | джерело    |
| 1 травня       | AverySunshine                          | джерело    |
| 5 травня       | Пітер Сільберман                       | джерело    |
| 8 травня       | Еймі Манн                              | джерело    |
| 12 травня      | Даніло Бріто                           | джерело    |
| 15 травня      | Тім Дарсі                              | джерело    |
| 19 травня      | Troker                                 | джерело    |
| 22 травня      | Джулія Джеклін                         | джерело    |
| 26 травня      | Габріель Гарсон-Монтано                | джерело    |
| 30 травня      | Royal Thunder                          | джерело    |
| 2 червня       | Нік Грант                              | джерело    |
| 5 червня       | Violents і Моніка Мартін               | джерело    |
| 12 червня      | Perfume Genius                         | джерело    |
| 16 червня      | Penguin Cafe                           | джерело    |
| 19 червня      | Tigers Jaw                             | джерело    |
| 23 червня      | Голлі Макві                            | джерело    |
| 26 червня      | Квартет Раві Колтрейна                 | джерело    |
| 30 червня      | Helado Negro                           | джерело    |
| 5 липня        | Chance the Rapper                      | джерело    |
| 10 липня       | Jay Som                                | джерело    |
| 14 липня       | Fragile Rock                           | джерело    |
| 17 липня       | Tuxedo                                 | джерело    |
| 19 липня       | Rare Essence                           | джерело    |
| 20 липня       | Альбін Лі Мелдау                       | джерело    |
| 24 липня       | The Shins                              | джерело    |
| 28 липня       | Алдос Гардінг                          | джерело    |
| 1 серпня       | Diet Cig                               | джерело    |
| 7 серпня       | Меггі Роджерс                          | джерело    |
| 14 серпня      | ALA.NI                                 | джерело    |
| 21 серпня      | DJ Premier & The Badder Band           | джерело    |
| 28 серпня      | Джейсон Ісбелл                         | джерело    |
| 5 вересня      | Джиденна                               | джерело    |
| 8 вересня      | Frances Cone                           | джерело    |
| 12 вересня     | Bleachers                              | джерело    |
| 13 вересня     | L.A. Salami                            | джерело    |
| 15 вересня     | Snail Mail                             | джерело    |
| 21 вересня     | SsingSsing                             | джерело    |
| 22 вересня     | Bomba Estéreo                          | джерело    |
| 25 вересня     | Стів Мартін і The Steep Canyon Rangers | джерело    |
| 27 вересня     | Chronixx                               | джерело    |
| 29 вересня     | Dawg Yawp                              | джерело    |
| 2 жовтня       | Paramore                               | джерело    |
| 6 жовтня       | Landlady                               | джерело    |
| 10 жовтня      | Ренді Ньюман                           | джерело    |
| 16 жовтня      | Hanson                                 | джерело    |
| 18 жовтня      | Thundercat                             | джерело    |
| 20 жовтня      | The Perceptionists                     | джерело    |
| 23 жовтня      | Shabazz Palaces                        | джерело    |
| 25 жовтня      | Japanese Breakfast                     | джерело    |
| 27 жовтня      | Наталія Лафуркаде                      | джерело    |
| 30 жовтня      | The Roots за участі Білала             | джерело    |
| 1 листопада    | Gracie and Rachel                      | джерело    |
| 3 листопада    | Nate Smith + Kinfolk                   | джерело    |
| 6 листопада    | Вайклеф Жан                            | джерело    |
| 8 листопада    | Ані Ді Франко                          | джерело    |
| 10 листопада   | The Mynabirds                          | джерело    |
| 14 листопада   | Аміне                                  | джерело    |
| 15 листопада   | Now, Now                               | джерело    |
| 17 листопада   | Бенджамін Букер                        | джерело    |
| 20 листопада   | Біллі Корган                           | джерело    |
| 21 листопада   | Ледісі                                 | джерело    |
| 24 листопада   | Девід Грейлсаммер                      | джерело    |
| 27 листопада   | Фібі Бріджерс                          | джерело    |
| 29 листопада   | Мозес Самні                            | джерело    |
| 1 грудня       | Волтер Мартін                          | джерело    |
| 4 грудня       | Тед Лео                                | джерело    |
| 6 грудня       | King Krule                             | джерело    |
| 8 грудня       | Кортні Барнетт і Курт Вайл             | джерело    |
| 11 грудня      | Tyler, The Creator                     | джерело    |
| 13 грудня      | Cigarettes After Sex                   | джерело    |
| 15 грудня      | This Is the Kit                        | джерело    |
| 18 грудня      | Hanson for the Holidays                | джерело    |

### 2018
| Дата         | Виконавці                                     | Стаття NPR |
| ------------ | --------------------------------------------- | ---------- |
| 3 січня      | Open Mike Eagle                               | джерело    |
| 5 січня      | Lo Moon                                       | джерело    |
| 8 січня      | The Weather Station                           | джерело    |
| 10 січня     | Жульєн Бейкер                                 | джерело    |
| 12 січня     | Данило Тріфонов                               | джерело    |
| 15 січня     | Виконавці туру Take Me to the River           | джерело    |
| 16 січня     | AHI                                           | джерело    |
| 17 січня     | The Lemon Twigs                               | джерело    |
| 19 січня     | Amadou & Mariam                               | джерело    |
| 22 січня     | St. Vincent                                   | джерело    |
| 24 січня     | George Clinton & The P-Funk Allstars          | джерело    |
| 26 січня     | Барбара Ганніган                              | джерело    |
| 29 січня     | Джаміла Вудс                                  | джерело    |
| 31 січня     | Еліс Сміт                                     | джерело    |
| 2 лютого     | Вісенте Гарсія                                | джерело    |
| 5 лютого     | Hurray for the Riff Raff                      | джерело    |
| 7 лютого     | Ibeyi                                         | джерело    |
| 9 лютого     | The Crossrhodes                               | джерело    |
| 12 лютого    | Марлон Вільямс                                | джерело    |
| 14 лютого    | Нік Гакім                                     | джерело    |
| 16 лютого    | Betsayda Machado y Parranda El Clavo          | джерело    |
| 19 лютого    | Big Daddy Kane                                | джерело    |
| 21 лютого    | August Greene                                 | джерело    |
| 23 лютого    | Vagabon                                       | джерело    |
| 26 лютого    | Лі Енн Вомек                                  | джерело    |
| 1 березня    | Рой Аєрс                                      | джерело    |
| 2 березня    | Анна Мередіт                                  | джерело    |
| 5 березня    | Big K.R.I.T.                                  | джерело    |
| 7 березня    | Алекс Клар                                    | джерело    |
| 9 березня    | Kuinka                                        | джерело    |
| 12 березня   | Джон Прайн                                    | джерело    |
| 15 березня   | Рауль Мідон                                   | джерело    |
| 19 березня   | Cornelius                                     | джерело    |
| 23 березня   | Väsen                                         | джерело    |
| 26 березня   | Jenny and the Mexicats                        | джерело    |
| 28 березня   | I'm With Her                                  | джерело    |
| 30 березня   | Masta Ace                                     | джерело    |
| 1 квітня     | Робін Ольсон                                  | джерело    |
| 2 квітня     | Ді Ді Бріджвотер                              | джерело    |
| 4 квітня     | Ден Ауербах                                   | джерело    |
| 9 квітня     | Rhye                                          | джерело    |
| 10 квітня    | Лара Белло                                    | джерело    |
| 11 квітня    | Тайлер Чілдерс                                | джерело    |
| 13 квітня    | Хорхе Дрекслер                                | джерело    |
| 16 квітня    | The Breeders                                  | джерело    |
| 18 квітня    | O.C.                                          | джерело    |
| 20 квітня    | Джон Морленд                                  | джерело    |
| 23 квітня    | Логан Річардсон                               | джерело    |
| 25 квітня    | Superorganism                                 | джерело    |
| 27 квітня    | ÌFÉ                                           | джерело    |
| 30 квітня    | Bedouine                                      | джерело    |
| 2 травня     | GZA та The Soul Rebels                        | джерело    |
| 4 травня     | Darlingside                                   | джерело    |
| 7 травня     | Gordi                                         | джерело    |
| 11 травня    | Бела Флек і Ебігейл Вошберн                   | джерело    |
| 14 травня    | Ная Ізумі                                     | джерело    |
| 16 травня    | Khruangbin                                    | джерело    |
| 18 травня    | Partner                                       | джерело    |
| 21 травня    | Актори мюзиклу The Band's Visit               | джерело    |
| 23 травня    | Хуанес і Мон Лаферте                          | джерело    |
| 25 травня    | Ill Camille                                   | джерело    |
| 29 травня    | Third Coast Percussion                        | джерело    |
| 30 травня    | Trouble Funk                                  | джерело    |
| 1 червня     | Том Міш                                       | джерело    |
| 4 червня     | Денієл Цезар                                  | джерело    |
| 6 червня     | Грейс Вандервааль                             | джерело    |
| 8 червня     | Milck                                         | джерело    |
| 11 червня    | Джорджа Сміт                                  | джерело    |
| 13 червня    | GoldLink                                      | джерело    |
| 15 червня    | Yissy García & Bandancha                      | джерело    |
| 18 червня    | Халід                                         | джерело    |
| 20 червня    | The Messthetics                               | джерело    |
| 22 червня    | From the Top                                  | джерело    |
| 25 червня    | Ракім                                         | джерело    |
| 27 червня    | Дейв Метьюс                                   | джерело    |
| 29 червня    | Golden Dawn Arkestra                          | джерело    |
| 2 липня      | PJ Morton                                     | джерело    |
| 9 липня      | Фредерік Йонне та особливий гість Дейв Шапел  | джерело    |
| 10 липня     | Превелебний Секу та The Seal Breakers         | джерело    |
| 11 липня     | Mumu Fresh за участі Black Thought і DJ Dummy | джерело    |
| 18 липня     | The Midnight Hour                             | джерело    |
| 19 липня     | Оулавюр Арнальдс                              | джерело    |
| 23 липня     | The King's Singers                            | джерело    |
| 25 липня     | Лала Гетевей                                  | джерело    |
| 30 липня     | Flasher                                       | джерело    |
| 1 серпня     | The Del McCoury Band                          | джерело    |
| 3 серпня     | Гейлі Гайндеріккс                             | джерело    |
| 6 серпня     | Мак Міллер                                    | джерело    |
| 9 серпня     | Дон Річард                                    | джерело    |
| 10 серпня    | Tower of Power                                | джерело    |
| 14 серпня    | Еріка Баду                                    | джерело    |
| 16 серпня    | Йо-Йо Ма                                      | джерело    |
| 21 серпня    | Camp Cope                                     | джерело    |
| 23 серпня    | Дермот Кеннеді                                | джерело    |
| 24 серпня    | T.I.                                          | джерело    |
| 28 серпня    | Джордж Лі                                     | джерело    |
| 28 серпня    | Tech N9ne за участі Krizz Kaliko              | джерело    |
| 4 вересня    | Kalbells                                      | джерело    |
| 6 вересня    | Jupiter & Okwess                              | джерело    |
| 11 вересня   | Hobo Johnson                                  | джерело    |
| 13 вересня   | GoGo Penguin                                  | джерело    |
| 14 вересня   | Smif-N-Wessun                                 | джерело    |
| 18 вересня   | Джулі Бірн                                    | джерело    |
| 20 вересня   | Ентоні Рот Костанцо                           | джерело    |
| 24 вересня   | Сесіль Маклорін Сальван                       | джерело    |
| 28 вересня   | Saba                                          | джерело    |
| 4 жовтня     | Cory Henry & The Funk Apostles                | джерело    |
| 5 жовтня     | Big Boi                                       | джерело    |
| 11 жовтня    | Florence and the Machine                      | джерело    |
| 11 жовтня    | Café Tacvba                                   | джерело    |
| 16 жовтня    | Альфредо Родрігес                             | джерело    |
| 18 жовтня    | Chromeo                                       | джерело    |
| 23 жовтня    | Джим Джеймс                                   | джерело    |
| 23 жовтня    | Cautious Clay                                 | джерело    |
| 24 жовтня    | Liniker e os Caramelows                       | джерело    |
| 1 листопада  | Тріо Ніколаса Пейтона                         | джерело    |
| 2 листопада  | Bernie and the Believers за участі Essence    | джерело    |
| 7 листопада  | Pedro the Lion                                | джерело    |
| 8 листопада  | Half Waif                                     | джерело    |
| 15 листопада | Boygenius                                     | джерело    |
| 16 листопада | Dvsn                                          | джерело    |
| 27 листопада | The Innocence Mission                         | джерело    |
| 29 листопада | Джої Александр                                | джерело    |
| 30 листопада | Dirty Projectors                              | джерело    |
| 4 грудня     | Wu-Tang Clan                                  | джерело    |
| 11 грудня    | H.E.R.                                        | джерело    |
| 12 грудня    | Тріо Гарольда Лопеса-Нусса                    | джерело    |
| 14 грудня    | Емі Грант                                     | джерело    |

### 2019
| Дата         | Виконавці                                               | Стаття NPR |
| ------------ | ------------------------------------------------------- | ---------- |
| 3 січня      | Мігель Зенон за участі Spektral Quartet                 | джерело    |
| 7 січня      | Buddy                                                   | джерело    |
| 10 січня     | Кароліна Ейк і Кларіс Дженсен                           | джерело    |
| 14 січня     | Аарон Лі Тасджан                                        | джерело    |
| 15 січня     | Нейт Вуд                                                | джерело    |
| 18 січня     | Стелла Доннеллі                                         | джерело    |
| 25 січня     | Blood Orange                                            | джерело    |
| 1 лютого     | Cat Power                                               | джерело    |
| 5 лютого     | Курт Вайл                                               | джерело    |
| 11 лютого    | Лау Ноа                                                 | джерело    |
| 12 лютого    | Mountain Man                                            | джерело    |
| 14 лютого    | The Pedrito Martinez Group                              | джерело    |
| 14 лютого    | Скотт Малвагілл                                         | джерело    |
| 22 лютого    | Наталі Прасс                                            | джерело    |
| 28 лютого    | Zaytoven                                                | джерело    |
| 4 березня    | Phony Ppl                                               | джерело    |
| 6 березня    | Мег Маєрс                                               | джерело    |
| 11 березня   | Leikeli47                                               | джерело    |
| 13 березня   | Гейлін Лі                                               | джерело    |
| 13 березня   | Кая Катер                                               | джерело    |
| 14 березня   | Cautious Clay                                           | джерело    |
| 15 березня   | Джон Пол Вайт                                           | джерело    |
| 16 березня   | Mountain Man                                            | джерело    |
| 18 березня   | Nao                                                     | джерело    |
| 18 березня   | Вайклеф Жан                                             | джерело    |
| 20 березня   | Алехандро Есковедо                                      | джерело    |
| 20 березня   | Джина Чавес                                             | джерело    |
| 20 березня   | Fragile Rock                                            | джерело    |
| 21 березня   | Аманда Палмер                                           | джерело    |
| 22 березня   | Leikeli47                                               | джерело    |
| 25 березня   | &More (Chill Moody та Donn T)                           | джерело    |
| 27 березня   | Андреа Крус                                             | джерело    |
| 1 квітня     | Weezer                                                  | джерело    |
| 3 квітня     | Кортні Марі Ендрюс                                      | джерело    |
| 8 квітня     | Джорджія Енн Малдроу                                    | джерело    |
| 10 квітня    | Тріо Карін Полварт                                      | джерело    |
| 16 квітня    | Гері Кларк-молодший                                     | джерело    |
| 17 квітня    | Теодор                                                  | джерело    |
| 22 квітня    | The Calidore String Quartet                             | джерело    |
| 24 квітня    | Better Oblivion Community Center                        | джерело    |
| 29 квітня    | Toro y Moi                                              | джерело    |
| 2 травня     | Лараджі                                                 | джерело    |
| 6 травня     | Thou                                                    | джерело    |
| 9 травня     | Ohmme                                                   | джерело    |
| 15 травня    | Магос Еррера та Brooklyn Rider                          | джерело    |
| 20 травня    | Джонні Ґрінвуд у виконанні Ensemble Signal              | джерело    |
| 22 травня    | Джеремі Датчер                                          | джерело    |
| 28 травня    | Lucky Daye                                              | джерело    |
| 30 травня    | Ladama                                                  | джерело    |
| 3 червня     | Квінн Крістоферсон                                      | джерело    |
| 6 червня     | Томберлін                                               | джерело    |
| 10 червня    | Актори та знімальна група «Вулиці Сезам»                | джерело    |
| 12 червня    | Foxing                                                  | джерело    |
| 18 червня    | Idles                                                   | джерело    |
| 20 червня    | Імоджен Гіп                                             | джерело    |
| 24 червня    | Таша Коббс Леонард                                      | джерело    |
| 26 червня    | Betty Who                                               | джерело    |
| 1 липня      | Актори мюзиклу Be More Chill                            | джерело    |
| 3 липня      | Saint Sister                                            | джерело    |
| 5 липня      | Мія Фолік                                               | джерело    |
| 8 липня      | American Football                                       | джерело    |
| 10 липня     | Стінг і Шеггі                                           | джерело    |
| 12 липня     | Ерін Рей                                                | джерело    |
| 19 липня     | Priests                                                 | джерело    |
| 22 липня     | Джейкоб Кольєр                                          | джерело    |
| 24 липня     | Masego                                                  | джерело    |
| 26 липня     | Таміно                                                  | джерело    |
| 29 липня     | Ліззо                                                   | джерело    |
| 1 серпня     | Calexico й Iron & Wine                                  | джерело    |
| 3 серпня     | iLe                                                     | джерело    |
| 5 серпня     | Bas                                                     | джерело    |
| 7 серпня     | David Crosby & The Lighthouse Band                      | джерело    |
| 8 серпня     | Ty Dolla Sign                                           | джерело    |
| 9 серпня     | Among Authors                                           | джерело    |
| 12 серпня    | Half Alive                                              | джерело    |
| 16 серпня    | Кіян Солтані                                            | джерело    |
| 19 серпня    | Тобе Нвігве                                             | джерело    |
| 21 серпня    | Ніколь Бус                                              | джерело    |
| 23 серпня    | Mandolin Orange                                         | джерело    |
| 26 серпня    | 47Soul                                                  | джерело    |
| 29 серпня    | Ден Тепфер                                              | джерело    |
| 30 серпня    | The-Dream                                               | джерело    |
| 3 вересня    | A-WA                                                    | джерело    |
| 6 вересня    | The Tallest Man on Earth                                | джерело    |
| 9 вересня    | Демьян Марлі (Jr. Gong)                                 | джерело    |
| 11 вересня   | Актори мюзиклу Come from Away                           | джерело    |
| 16 вересня   | Ріаннон Гідденс                                         | джерело    |
| 18 вересня   | Розанна Кеш                                             | джерело    |
| 18 вересня   | Нілюфер Яня                                             | джерело    |
| 20 вересня   | Y La Bamba                                              | джерело    |
| 25 вересня   | Арі Леннокс                                             | джерело    |
| 27 вересня   | Джош Ріттер разом із Амандою Шайрс і Джейсоном Ісбеллом | джерело    |
| 30 вересня   | Jonas Brothers                                          | джерело    |
| 4 жовтня     | Моллі Сарле                                             | джерело    |
| 7 жовтня     | Шерон Ван Еттен                                         | джерело    |
| 9 жовтня     | Charly Bliss                                            | джерело    |
| 15 жовтня    | Бріттані Говард                                         | джерело    |
| 16 жовтня    | Тейлор Свіфт                                            | джерело    |
| 18 жовтня    | Саммер Вокер                                            | джерело    |
| 21 жовтня    | Тріо Джовіно Сантоса Нето                               | джерело    |
| 23 жовтня    | Chai                                                    | джерело    |
| 25 жовтня    | Rio Mira                                                | джерело    |
| 6 листопада  | BJ the Chicago Kid                                      | джерело    |
| 8 листопада  | Дейв                                                    | джерело    |
| 12 листопада | Леслі Одом-молодший                                     | джерело    |
| 13 листопада | Sunny War                                               | джерело    |
| 15 листопада | KOKOKO!                                                 | джерело    |
| 18 листопада | Burna Boy                                               | джерело    |
| 20 листопада | Snarky Puppy                                            | джерело    |
| 22 листопада | Ігор Левіт                                              | джерело    |
| 25 листопада | Карлі Рей Джепсен                                       | джерело    |
| 27 листопада | Мереба                                                  | джерело    |
| 29 листопада | Black Uhuru                                             | джерело    |
| 2 грудня     | Megan Thee Stallion                                     | джерело    |
| 3 грудня     | Шеріл Кроу                                              | джерело    |
| 5 грудня     | Рафаель Садік                                           | джерело    |
| 6 грудня     | Freddie Gibbs & Madlib                                  | джерело    |
| 9 грудня     | Равіна                                                  | джерело    |
| 11 грудня    | Weyes Blood                                             | джерело    |
| 13 грудня    | The Comet Is Coming                                     | джерело    |
| 16 грудня    | Moonchild                                               | джерело    |
| 18 грудня    | Los Lobos                                               | джерело    |
| 20 грудня    | Balún                                                   | джерело    |
| 31 грудня    | Spanglish Fly                                           | джерело    |

### 2020
| Дата         | Виконавці                                                                       | Стаття NPR |
| ------------ | ------------------------------------------------------------------------------- | ---------- |
| 3 січня      | Даніель Норгрен                                                                 | джерело    |
| 8 січня      | Бріджит Кіббі                                                                   | джерело    |
| 10 січня     | Brownout                                                                        | джерело    |
| 13 січня     | Джордан Ракей                                                                   | джерело    |
| 15 січня     | Джойс Ді Донато                                                                 | джерело    |
| 17 січня     | Йола                                                                            | джерело    |
| 21 січня     | Wale                                                                            | джерело    |
| 22 січня     | Макс Ріхтер                                                                     | джерело    |
| 24 січня     | Джей Ес Ондара                                                                  | джерело    |
| 27 січня     | Koffee                                                                          | джерело    |
| 29 січня     | Jimmy Eat World                                                                 | джерело    |
| 31 січня     | Rising Appalachia                                                               | джерело    |
| 3 лютого     | Sir                                                                             | джерело    |
| 5 лютого     | Another Sky                                                                     | джерело    |
| 7 лютого     | Jonathan Scales Fourchestra                                                     | джерело    |
| 10 лютого    | Baby Rose                                                                       | джерело    |
| 12 лютого    | Mount Eerie разом із Джулі Дуарон                                               | джерело    |
| 14 лютого    | Лора Стівенсон                                                                  | джерело    |
| 18 лютого    | Сноу Алегра                                                                     | джерело    |
| 20 лютого    | Елізапі                                                                         | джерело    |
| 21 лютого    | Chris Dave and The Drumhedz                                                     | джерело    |
| 24 лютого    | Дженні Льюїс                                                                    | джерело    |
| 26 лютого    | Індіго Спарк                                                                    | джерело    |
| 28 лютого    | Cimafunk                                                                        | джерело    |
| 2 березня    | Bob Weir and Wolf Bros                                                          | джерело    |
| 3 березня    | Mellotron Variations                                                            | джерело    |
| 4 березня    | Terri Lyne Carrington + Social Science                                          | джерело    |
| 6 березня    | Таймане                                                                         | джерело    |
| 9 березня    | Coldplay                                                                        | джерело    |
| 11 березня   | Кирило Герштейн                                                                 | джерело    |
| 13 березня   | Чіка                                                                            | джерело    |
| 16 березня   | Гаррі Стайлс                                                                    | джерело    |
| 18 березня   | Rex Orange County                                                               | джерело    |
| 20 березня   | Arthur Moon                                                                     | джерело    |
| 23 березня   | The Black Crowes                                                                | джерело    |
| 24 березня   | Soccer Mommy                                                                    | джерело    |
| 26 березня   | Марго Прайс і Джеремі Айві                                                      | джерело    |
| 27 березня   | Тарріона Болл (Танк)                                                            | джерело    |
| 30 березня   | Аллен Стоун                                                                     | джерело    |
| 1 квітня     | Майкл Макдональд                                                                | джерело    |
| 3 квітня     | Джеска Гуп                                                                      | джерело    |
| 4 квітня     | Бен Гіббард                                                                     | джерело    |
| 6 квітня     | The Lumineers                                                                   | джерело    |
| 8 квітня     | King Princess                                                                   | джерело    |
| 9 квітня     | Black Thought (The Roots)                                                       | джерело    |
| 11 квітня    | Триб'ют-концерт, присвячений Джону Прайну                                       | джерело    |
| 13 квітня    | Tōth                                                                            | джерело    |
| 14 квітня    | Кевін Морбі та Waxahatchee                                                      | джерело    |
| 15 квітня    | Анжеліка Гарсія                                                                 | джерело    |
| 16 квітня    | Лора Марлінг                                                                    | джерело    |
| 17 квітня    | Лан Лан                                                                         | джерело    |
| 20 квітня    | The Free Nationals за участі Anderson .Paak, Chronixx та Індії Шон              | джерело    |
| 22 квітня    | Нік Гакім                                                                       | джерело    |
| 23 квітня    | The Pop Ups                                                                     | джерело    |
| 24 квітня    | Fogerty's Factory (Джон Фоґерті та родина)                                      | джерело    |
| 27 квітня    | Махан Ісфахані                                                                  | джерело    |
| 28 квітня    | Rodrigo y Gabriela                                                              | джерело    |
| 29 квітня    | Daughter of Swords                                                              | джерело    |
| 30 квітня    | Jeru the Damaja                                                                 | джерело    |
| 1 травня     | Бак Каррен                                                                      | джерело    |
| 4 травня     | Джон Батіст                                                                     | джерело    |
| 5 травня     | Ліанна Ла Гавас                                                                 | джерело    |
| 7 травня     | Milck                                                                           | джерело    |
| 8 травня     | Брекстон Кук                                                                    | джерело    |
| 11 травня    | Августін Гаделіх                                                                | джерело    |
| 13 травня    | Френсіс Квінлан                                                                 | джерело    |
| 14 травня    | Ешлі Макбрайд                                                                   | джерело    |
| 15 травня    | Алекс Айлі                                                                      | джерело    |
| 16 травня    | Рауль Мідон                                                                     | джерело    |
| 18 травня    | Lankum                                                                          | джерело    |
| 21 травня    | Sylvan Esso                                                                     | джерело    |
| 22 травня    | Buddy та Kent Jamz                                                              | джерело    |
| 23 травня    | Clem Snide разом із Скоттом Аветтом                                             | джерело    |
| 27 травня    | Wire                                                                            | джерело    |
| 28 травня    | Ріаннон Гідденс і Франческо Туррізі                                             | джерело    |
| 29 травня    | D Smoke                                                                         | джерело    |
| 30 травня    | Лара Даунс                                                                      | джерело    |
| 1 червня     | Актори мюзиклу Hadestown                                                        | джерело    |
| 4 червня     | Sa-Roc                                                                          | джерело    |
| 10 червня    | Baby Rose                                                                       | джерело    |
| 11 червня    | Kirby                                                                           | джерело    |
| 12 червня    | PJ                                                                              | джерело    |
| 15 червня    | Аліша Кіз                                                                       | джерело    |
| 17 червня    | Haim                                                                            | джерело    |
| 18 червня    | Little Dragon                                                                   | джерело    |
| 19 червня    | Benny the Butcher                                                               | джерело    |
| 21 червня    | Гамільтон Лайтгаузер і родина                                                   | джерело    |
| 22 червня    | Sudan Archives                                                                  | джерело    |
| 24 червня    | Madame Gandhi                                                                   | джерело    |
| 25 червня    | M. Ward                                                                         | джерело    |
| 26 червня    | Beam                                                                            | джерело    |
| 30 червня    | Coreyah                                                                         | джерело    |
| 1 липня      | Malawi Mouse Boys                                                               | джерело    |
| 2 липня      | Фабіано до Насіменту                                                            | джерело    |
| 3 липня      | Trupa Trupa                                                                     | джерело    |
| 6 липня      | Dirty Projectors                                                                | джерело    |
| 7 липня      | Chicano Batman                                                                  | джерело    |
| 8 липня      | Родді Річ                                                                       | джерело    |
| 9 липня      | Джейкоб Кольєр                                                                  | джерело    |
| 13 липня     | Том Міш і Юссеф Дейс                                                            | джерело    |
| 14 липня     | Бенні Сінгс                                                                     | джерело    |
| 15 липня     | Діана Гордон                                                                    | джерело    |
| 20 липня     | Ленні Кравіц                                                                    | джерело    |
| 21 липня     | Том Адамс                                                                       | джерело    |
| 22 липня     | Нілюфер Яня                                                                     | джерело    |
| 27 липня     | Люсінда Вільямс                                                                 | джерело    |
| 28 липня     | Тао Нгуєн                                                                       | джерело    |
| 29 липня     | Лірік Джонс                                                                     | джерело    |
| 3 серпня     | Джон Ледженд                                                                    | джерело    |
| 4 серпня     | Кейт Девіс                                                                      | джерело    |
| 5 серпня     | Мелані Фей                                                                      | джерело    |
| 10 серпня    | Мозес Самні                                                                     | джерело    |
| 11 серпня    | Бекка Манкарі                                                                   | джерело    |
| 12 серпня    | Вікінгур Олафссон                                                               | джерело    |
| 13 серпня    | Flatbush Zombies                                                                | джерело    |
| 17 серпня    | Нора Джонс                                                                      | джерело    |
| 18 серпня    | Buscabulla                                                                      | джерело    |
| 19 серпня    | Лайла Іке                                                                       | джерело    |
| 20 серпня    | Кортні Марі Ендрюс                                                              | джерело    |
| 24 серпня    | Tame Impala                                                                     | джерело    |
| 25 серпня    | Йола                                                                            | джерело    |
| 26 серпня    | Біллі Айліш                                                                     | джерело    |
| 31 серпня    | Тіва Савадж                                                                     | джерело    |
| 1 вересня    | Йо-Йо Ма, Стюарт Дункан, Едгар Маєр і Кріс Тілі                                 | джерело    |
| 2 вересня    | Анет Коен і Марселло Гонсалвес                                                  | джерело    |
| 3 вересня    | Берт Бакарак і Денієл Ташьян                                                    | джерело    |
| 8 вересня    | Protoje                                                                         | джерело    |
| 9 вересня    | Білл Каллаган                                                                   | джерело    |
| 10 вересня   | Фібі Бріджерс                                                                   | джерело    |
| 14 вересня   | Деклан Маккенна                                                                 | джерело    |
| 15 вересня   | Арло Паркс                                                                      | джерело    |
| 16 вересня   | Нубія Гарсія                                                                    | джерело    |
| 21 вересня   | BTS                                                                             | джерело    |
| 22 вересня   | Oddisee                                                                         | джерело    |
| 23 вересня   | Conway the Machine                                                              | джерело    |
| 24 вересня   | Бренді Кларк                                                                    | джерело    |
| 28 вересня   | Bright Eyes                                                                     | джерело    |
| 29 вересня   | The Good Ones                                                                   | джерело    |
| 30 вересня   | Джейсон Ісбелл і Аманда Шайрс                                                   | джерело    |
| 1 жовтня     | Джене Айко                                                                      | джерело    |
| 5 жовтня     | Лінда Діас                                                                      | джерело    |
| 6 жовтня     | Little Big Town                                                                 | джерело    |
| 7 жовтня     | Енджел Олсен                                                                    | джерело    |
| 9 жовтня     | The Flaming Lips                                                                | джерело    |
| 13 жовтня    | Лідо Пім'єнта                                                                   | джерело    |
| 14 жовтня    | Карлос Вівес                                                                    | джерело    |
| 15 жовтня    | Бебель Жілберту                                                                 | джерело    |
| 16 жовтня    | Озуна                                                                           | джерело    |
| 19 жовтня    | Gracie and Rachel                                                               | джерело    |
| 20 жовтня    | Kingfish                                                                        | джерело    |
| 21 жовтня    | Лео Коттке та Майк Гордон                                                       | джерело    |
| 23 жовтня    | Spillage Village                                                                | джерело    |
| 26 жовтня    | Кеті Пруїтт                                                                     | джерело    |
| 27 жовтня    | Сімейна вечеря лейблу GroundUP                                                  | джерело    |
| 28 жовтня    | Ty Dolla Sign                                                                   | джерело    |
| 30 жовтня    | Sad13                                                                           | джерело    |
| 4 листопада  | Polo G                                                                          | джерело    |
| 6 листопада  | Tiana Major9                                                                    | джерело    |
| 9 листопада  | Міккі Гайтон                                                                    | джерело    |
| 10 листопада | Ширлі Коллінс                                                                   | джерело    |
| 11 листопада | Тигран Амасян                                                                   | джерело    |
| 13 листопада | Аарон Копленд у виконанні Майкла Борискіна, Кертіса Макомбера, Керола Вінсентса | джерело    |
| 16 листопада | Майкл Ківанука                                                                  | джерело    |
| 17 листопада | Овен Палетт                                                                     | джерело    |
| 18 листопада | Адріанна Ленкер                                                                 | джерело    |
| 23 листопада | Kem                                                                             | джерело    |
| 24 листопада | Дон Браянт                                                                      | джерело    |
| 25 листопада | Mulatto                                                                         | джерело    |
| 30 листопада | Мак Айрес                                                                       | джерело    |
| 1 грудня     | Джулія Буллок                                                                   | джерело    |
| 2 грудня     | PJ Morton                                                                       | джерело    |
| 4 грудня     | Дуа Ліпа                                                                        | джерело    |
| 7 грудня     | Black Pumas                                                                     | джерело    |
| 8 грудня     | Chloe x Halle                                                                   | джерело    |
| 9 грудня     | Гейлі Вільямс                                                                   | джерело    |
| 11 грудня    | Ешлі Рей                                                                        | джерело    |
| 14 грудня    | Джонатан Бісс                                                                   | джерело    |
| 15 грудня    | Borromeo String Quartet                                                         | джерело    |
| 16 грудня    | Ян Фоглер і Алессіо Бакс                                                        | джерело    |
| 21 грудня    | Корі Генрі                                                                      | джерело    |

### 2021
| Дата       | Виконавці                                                         | Стаття NPR |
| ---------- | ----------------------------------------------------------------- | ---------- |
| 5 січня    | Севдаліза                                                         | джерело    |
| 6 січня    | Active Child                                                      | джерело    |
| 8 січня    | Джазмін Салліван                                                  | джерело    |
| 15 січня   | Mxmtoon                                                           | джерело    |
| 16 січня   | Dedicated Men of Zion                                             | джерело    |
| 16 січня   | Labess                                                            | джерело    |
| 16 січня   | Софія Рей                                                         | джерело    |
| 16 січня   | DakhaBrakha                                                       | джерело    |
| 17 січня   | Minyo Crusaders                                                   | джерело    |
| 17 січня   | Нату Камара                                                       | джерело    |
| 17 січня   | Hit La Rosa                                                       | джерело    |
| 17 січня   | Емель                                                             | джерело    |
| 18 січня   | Th1rt3en                                                          | джерело    |
| 19 січня   | Габріель Гарсон-Монтано                                           | джерело    |
| 19 січня   | Нора Браун                                                        | джерело    |
| 21 січня   | PUP                                                               | джерело    |
| 22 січня   | Макс Ріхтер                                                       | джерело    |
| 23 січня   | Вокс Самбу                                                        | джерело    |
| 23 січня   | Aditya Prakash Ensemble                                           | джерело    |
| 23 січня   | Ракель Андріолі                                                   | джерело    |
| 23 січня   | Марта Редбоун                                                     | джерело    |
| 24 січня   | Едвін Перес                                                       | джерело    |
| 24 січня   | Елізапі                                                           | джерело    |
| 24 січня   | Рокія Траоре                                                      | джерело    |
| 25 січня   | Future Islands                                                    | джерело    |
| 26 січня   | Sevana                                                            | джерело    |
| 27 січня   | Lous and The Yakuza                                               | джерело    |
| 28 січня   | Майлі Сайрус                                                      | джерело    |
| 29 січня   | Muzz                                                              | джерело    |
| 2 лютого   | Септет JLCO разом із Вінтоном Марсалісом                          | джерело    |
| 3 лютого   | Іммануель Вілкінс                                                 | джерело    |
| 4 лютого   | Мелані Чарльз                                                     | джерело    |
| 9 лютого   | Гівеон                                                            | джерело    |
| 10 лютого  | Мішель Ндегеочелло                                                | джерело    |
| 11 лютого  | Keiyaa                                                            | джерело    |
| 16 лютого  | Рік Росс                                                          | джерело    |
| 17 лютого  | 2 Chainz                                                          | джерело    |
| 18 лютого  | Рей Халіл                                                         | джерело    |
| 22 лютого  | Бартіс Стрендж                                                    | джерело    |
| 23 лютого  | Sampa the Great                                                   | джерело    |
| 24 лютого  | Давідо                                                            | джерело    |
| 25 лютого  | Кірк Франклін                                                     | джерело    |
| 3 березня  | Джек Гарлоу                                                       | джерело    |
| 4 березня  | Оулавюр Арнальдс                                                  | джерело    |
| 9 березня  | Fleet Foxes                                                       | джерело    |
| 10 березня | Компіляція Rhythms of Zamunda: Music Inspired By Coming 2 America | джерело    |
| 11 березня | Black Coffee                                                      | джерело    |
| 15 березня | Ксав'єр Омер                                                      | джерело    |
| 17 березня | Джастін Бібер                                                     | джерело    |
| 22 березня | Стінг                                                             | джерело    |
| 23 березня | Ліам Бейлі                                                        | джерело    |
| 25 березня | Бак Мік                                                           | джерело    |
| 29 березня | Kacy & Clayton і Марлон Вільямс                                   | джерело    |
| 5 квітня   | Steady Holiday                                                    | джерело    |
| 6 квітня   | Ясір Техеда та Palotré                                            | джерело    |
| 7 квітня   | Duckwrth                                                          | джерело    |
| 8 квітня   | Clipping                                                          | джерело    |
| 12 квітня  | Натаніель Ретліфф                                                 | джерело    |
| 14 квітня  | Демі Ловато                                                       | джерело    |
| 15 квітня  | CARM                                                              | джерело    |
| 19 квітня  | Ріна Саваяма                                                      | джерело    |
| 20 квітня  | C. Tangana                                                        | джерело    |
| 21 квітня  | Butcher Brown                                                     | джерело    |
| 25 квітня  | ChocQuibTown                                                      | джерело    |
| 26 квітня  | Shelley FKA DRAM                                                  | джерело    |
| 27 квітня  | Lake Street Dive                                                  | джерело    |
| 28 квітня  | Son Lux                                                           | джерело    |
| 29 квітня  | Rod Wave                                                          | джерело    |
| 1 травня   | Nenny                                                             | джерело    |
| 2 травня   | Луеджі Луна                                                       | джерело    |
| 3 травня   | Calma Carmona                                                     | джерело    |
| 5 травня   | Cande y Paulo                                                     | джерело    |
| 6 травня   | Negativland                                                       | джерело    |
| 7 травня   | Мозес Бойд                                                        | джерело    |
| 10 травня  | Ані Ді Франко                                                     | джерело    |
| 13 травня  | Сара Воткінс                                                      | джерело    |
| 18 травня  | Palberta                                                          | джерело    |
| 19 травня  | Кетлін Едвардс                                                    | джерело    |
| 20 травня  | Лорі Андерсон                                                     | джерело    |
| 24 травня  | Mdou Moctar                                                       | джерело    |
| 25 травня  | Deep Sea Diver                                                    | джерело    |
| 26 травня  | Brothers Osborne                                                  | джерело    |
| 27 травня  | Karol G                                                           | джерело    |
| 1 червня   | Fat Joe                                                           | джерело    |
| 2 червня   | Buzzy Lee                                                         | джерело    |
| 3 червня   | The Hold Steady                                                   | джерело    |
| 7 червня   | Том Джонс                                                         | джерело    |
| 8 червня   | Ростам                                                            | джерело    |
| 9 червня   | Меррі Клейтон                                                     | джерело    |
| 14 червня  | Джозеф Кеклер                                                     | джерело    |
| 16 червня  | Men I Trust                                                       | джерело    |
| 17 червня  | Піно Палладіно та Блейк Міллс                                     | джерело    |
| 21 червня  | Джек Інграм, Міранда Ламберт, Джон Рендалл                        | джерело    |
| 23 червня  | Ліз Фейр                                                          | джерело    |
| 24 червня  | Махані Тів                                                        | джерело    |
| 28 червня  | Carrtoons, Кейлін Елліс, Кіфер і The Kount                        | джерело    |
| 30 червня  | From the Top                                                      | джерело    |
| 1 липня    | Sleater-Kinney                                                    | джерело    |
| 6 липня    | Dry Cleaning                                                      | джерело    |
| 8 липня    | Black Motion                                                      | джерело    |
| 9 липня    | Jambinai                                                          | джерело    |
| 12 липня   | Bleachers                                                         | джерело    |
| 15 липня   | Люсі Дейкус                                                       | джерело    |
| 20 липня   | The Weather Station                                               | джерело    |
| 21 липня   | Maple Glider                                                      | джерело    |
| 23 липня   | Вінс Степлс                                                       | джерело    |
| 27 липня   | Young Thug                                                        | джерело    |
| 28 липня   | Anna B Savage                                                     | джерело    |
| 30 липня   | Shame                                                             | джерело    |
| 3 серпня   | Dinosaur Jr.                                                      | джерело    |
| 4 серпня   | Hiatus Kaiyote                                                    | джерело    |
| 9 серпня   | Бен Говард                                                        | джерело    |
| 10 серпня  | Flock of Dimes                                                    | джерело    |
| 18 серпня  | The Isley Brothers                                                | джерело    |
| 25 серпня  | Migos                                                             | джерело    |
| 31 серпня  | Little Simz                                                       | джерело    |
| 1 вересня  | The Staves                                                        | джерело    |
| 3 вересня  | Rico Nasty                                                        | джерело    |
| 8 вересня  | Yebba                                                             | джерело    |
| 9 вересня  | Пастор Т. Л. Барретт і The Royal Voices of Life                   | джерело    |
| 10 вересня | Royce da 5'9"                                                     | джерело    |
| 16 вересня | J Balvin                                                          | джерело    |
| 17 вересня | Diamante Eléctrico                                                | джерело    |
| 22 вересня | maye                                                              | джерело    |
| 27 вересня | Сільвана Естрада                                                  | джерело    |
| 29 вересня | Еме Альфонсо                                                      | джерело    |
| 4жовтня    | Sech                                                              | джерело    |
| 6 жовтня   | Prince Royce                                                      | джерело    |
| 8 жовтня   | Yendry                                                            | джерело    |
| 13 жовтня  | Нікі Ніколь                                                       | джерело    |
| 15 жовтня  | Каміла Кабельйо                                                   | джерело    |
| 18 жовтня  | Cha Wa                                                            | джерело    |
| 19 жовтня  | Ясмін Вільямс                                                     | джерело    |
| 21 жовтня  | Актори мюзиклу Jagged Little Pill                                 | джерело    |
| 25 жовтня  | Circuit des Yeux                                                  | джерело    |
| 26 жовтня  | Ед Ширан                                                          | джерело    |
| 27 жовтня  | Neffy                                                             | джерело    |
| 1 грудня   | Wet Leg                                                           | джерело    |
| 7 грудня   | Олівія Родріґо                                                    | джерело    |
| 8 грудня   | Аруж Афтаб                                                        | джерело    |
| 10 грудня  | Мік Дженкінс                                                      | джерело    |
| 13 грудня  | Роберт Плант і Елісон Краусс                                      | джерело    |
| 17 грудня  | Insecure Takeover Part 2 (пісні з телесеріалу «Біла ворона»)      | джерело    |
| 20 грудня  | Джонатан Макрейнольдс і Mali Music                                | джерело    |

### 2022
| Дата         | Виконавці                                      | Стаття NPR |
| ------------ | ---------------------------------------------- | ---------- |
| 5 січня      | Turnstile                                      | джерело    |
| 7 січня      | Есперанса Сполдінг                             | джерело    |
| 12 січня     | Мон Лаферте                                    | джерело    |
| 14 січня     | Cordae                                         | джерело    |
| 25 січня     | Джейк Ксеркс Фасселл                           | джерело    |
| 27 січня     | Suistamon Sähkö                                | джерело    |
| 27 січня     | Bedouin Burger                                 | джерело    |
| 27 січня     | ADG7                                           | джерело    |
| 28 січня     | Kombilesa Mí                                   | джерело    |
| 28 січня     | Northern Cree                                  | джерело    |
| 28 січня     | Son Rompe Pera                                 | джерело    |
| 29 січня     | Al Bilali Soudan                               | джерело    |
| 29 січня     | Кіран Алувалія                                 | джерело    |
| 29 січня     | Туфан Дерінс                                   | джерело    |
| 31 січня     | Ембер Марк                                     | джерело    |
| 2 лютого     | Торі Еймос                                     | джерело    |
| 3 лютого     | Фатумата Джаора                                | джерело    |
| 4 лютого     | Ель Дебарж                                     | джерело    |
| 11 лютого    | Кетрін Рассел                                  | джерело    |
| 15 лютого    | Ентоні Рот Костанцо та Джастін Вів'єн Бонд     | джерело    |
| 17 лютого    | Too Short                                      | джерело    |
| 22 лютого    | Баффало Ніколс                                 | джерело    |
| 23 лютого    | Патті Лабель                                   | джерело    |
| 25 лютого    | Пастор Ширлі Цезар                             | джерело    |
| 3 березня    | Fireboy DML                                    | джерело    |
| 8 березня    | Патриція Копачинська                           | джерело    |
| 9 березня    | Абдулла Ібрагім                                | джерело    |
| 11 березня   | Каміло                                         | джерело    |
| 15 березня   | Bonobo                                         | джерело    |
| 17 березня   | Денієл Гоуп                                    | джерело    |
| 21 березня   | Yard Act                                       | джерело    |
| 22 березня   | Kaina                                          | джерело    |
| 23 березня   | Pom Pom Squad                                  | джерело    |
| 24 березня   | Maxo Kream                                     | джерело    |
| 28 березня   | Маді Діас                                      | джерело    |
| 30 березня   | Los Rivera Destino                             | джерело    |
| 4 квітня     | Марен Морріс                                   | джерело    |
| 8 квітня     | Лейф Уве Анснес                                | джерело    |
| 11 квітня    | The Linda Lindas                               | джерело    |
| 13 квітня    | Бріттані Девіс                                 | джерело    |
| 14 квітня    | Mehro                                          | джерело    |
| 15 квітня    | Самора Піндерг'юз                              | джерело    |
| 20 квітня    | Currensy                                       | джерело    |
| 21 квітня    | S. Carey                                       | джерело    |
| 22 квітня    | Feid                                           | джерело    |
| 26 квітня    | Актори мюзиклу A Strange Loop                  | джерело    |
| 27 квітня    | Роджер Іно                                     | джерело    |
| 2 травня     | Thee Sinseers                                  | джерело    |
| 4 травня     | Рон Картер                                     | джерело    |
| 6 травня     | Актори мюзиклу Little Shop of Horrors          | джерело    |
| 9 травня     | Іфе О'Донован                                  | джерело    |
| 11 травня    | Ансамбль ARC                                   | джерело    |
| 12 травня    | Баффі Сент-Марі                                | джерело    |
| 17 травня    | Fontaines D.C.                                 | джерело    |
| 18 травня    | IDK                                            | джерело    |
| 24 травня    | Ada Lea                                        | джерело    |
| 25 травня    | Svaneborg Kardyb                               | джерело    |
| 31 травня    | Аліса Амадор                                   | джерело    |
| 2 червня     | Адекунлі Голд                                  | джерело    |
| 3 червня     | Джеймс Френсіс                                 | джерело    |
| 8 червня     | Найра Марлі                                    | джерело    |
| 10 червня    | FKA twigs                                      | джерело    |
| 16 червня    | Ларрі Джун                                     | джерело    |
| 22 червня    | Равін Ліней                                    | джерело    |
| 23 червня    | Maverick City Music                            | джерело    |
| 24 червня    | Моніка                                         | джерело    |
| 27 червня    | Джейнай Бріджес                                | джерело    |
| 29 червня    | Denzel Curry                                   | джерело    |
| 30 червня    | Ашер                                           | джерело    |
| 1 липня      | Essential Voices USA                           | джерело    |
| 6 липня      | Мейлі Тодд                                     | джерело    |
| 7 липня      | FKJ                                            | джерело    |
| 8 липня      | Belle and Sebastian                            | джерело    |
| 12 липня     | Animal Collective                              | джерело    |
| 14 липня     | Curse of Lono                                  | джерело    |
| 15 липня     | Людовіко Ейнауді                               | джерело    |
| 19 липня     | Mivos Quartet                                  | джерело    |
| 20 липня     | Big Thief                                      | джерело    |
| 28 липня     | Pigeon Pit                                     | джерело    |
| 3 серпня     | Медісон Каннінгем                              | джерело    |
| 5 серпня     | Регіна Спектор                                 | джерело    |
| 10 серпня    | Domi та JD Beck                                | джерело    |
| 11 серпня    | SFJAZZ Collective                              | джерело    |
| 12 серпня    | Ендрю Берд і Iron & Wine                       | джерело    |
| 19 серпня    | ADG7                                           | джерело    |
| 29 серпня    | Ендея Овенс і The Cookout                      | джерело    |
| 31 серпня    | Квартет Ісаї Дж. Томпсона                      | джерело    |
| 1 вересня    | Актори мюзиклу Six                             | джерело    |
| 2 вересня    | Джульярдський джазовий ансамбль                | джерело    |
| 6 вересня    | Рендалл Гусбі                                  | джерело    |
| 8 вересня    | JID                                            | джерело    |
| 12 вересня   | Анжеліка Кіджо                                 | джерело    |
| 14 вересня   | Еллісон Рассел                                 | джерело    |
| 15 вересня   | Омар Аполло                                    | джерело    |
| 19 вересня   | Карін Леон                                     | джерело    |
| 21 вересня   | Girl Ultra                                     | джерело    |
| 27 вересня   | Труено                                         | джерело    |
| 30 вересня   | Джессі Реєc                                    | джерело    |
| 5 жовтня     | Сусана Бака                                    | джерело    |
| 7 жовтня     | Карла Моррісон                                 | джерело    |
| 12 жовтня    | Токіша                                         | джерело    |
| 14 жовтня    | Фарруко                                        | джерело    |
| 18 жовтня    | Джойс Райс                                     | джерело    |
| 20 жовтня    | Лейла Маккалла                                 | джерело    |
| 24 жовтня    | The Crossing                                   | джерело    |
| 26 жовтня    | S.G. Goodman                                   | джерело    |
| 28 жовтня    | Symba                                          | джерело    |
| 2 листопада  | King Princess                                  | джерело    |
| 4 листопада  | NoSo                                           | джерело    |
| 8 листопада  | Ліззі Макалпайн                                | джерело    |
| 10 листопада | Ezra Collective                                | джерело    |
| 11 листопада | Актори мюзиклу The Lion King                   | джерело    |
| 15 листопада | Шеку Канне-Мейсон                              | джерело    |
| 18 листопада | Горас Енді                                     | джерело    |
| 21 листопада | Сантіголд                                      | джерело    |
| 29 листопада | Beabadoobee                                    | джерело    |
| 1 грудня     | The A's (Амелія Міт і Александра Созер-Монніг) | джерело    |
| 2 грудня     | RM (BTS)                                       | джерело    |
| 5 грудня     | Stromae                                        | джерело    |
| 7 грудня     | Alex G                                         | джерело    |
| 9 грудня     | Ельяна Еліас                                   | джерело    |
| 12 грудня    | The Mavericks                                  | джерело    |
| 14 грудня    | Westside Boogie                                | джерело    |

### 2023
| Дата         | Виконавці                                                     | Стаття NPR |
| ------------ | ------------------------------------------------------------- | ---------- |
| 3 січня      | The Smile                                                     | джерело    |
| 6 січня      | Джейк Блаунт                                                  | джерело    |
| 10 січня     | Dodie                                                         | джерело    |
| 13 січня     | Марк-Андре Амлен                                              | джерело    |
| 18 січня     | Soccer Mommy                                                  | джерело    |
| 31 січня     | Hermanos Gutiérrez                                            | джерело    |
| 1 лютого     | Lady Wray                                                     | джерело    |
| 7 лютого     | Indigo Girls                                                  | джерело    |
| 10 лютого    | Лі Філдс                                                      | джерело    |
| 13 лютого    | Kenny Beats                                                   | джерело    |
| 15 лютого    | Фуші                                                          | джерело    |
| 17 лютого    | Тео Крокер                                                    | джерело    |
| 20 лютого    | Тамела Манн                                                   | джерело    |
| 23 лютого    | Ab-Soul                                                       | джерело    |
| 24 лютого    | Чарлі Крокетт                                                 | джерело    |
| 28 лютого    | Ома Лей                                                       | джерело    |
| 2 березня    | Антоніо Санчес і Bad Hombre                                   | джерело    |
| 6 березня    | Хорхе Глем і Сем Рейдер                                       | джерело    |
| 8 березня    | Mama's Broke                                                  | джерело    |
| 9 березня    | Селіна Мун                                                    | джерело    |
| 15 березня   | Ендрю Коумс                                                   | джерело    |
| 17 березня   | Боно й Едж                                                    | джерело    |
| 20 березня   | Тай Тріббетт                                                  | джерело    |
| 22 березня   | Інгрід Андресс                                                | джерело    |
| 24 березня   | The Bad Ends                                                  | джерело    |
| 28 березня   | The Beths                                                     | джерело    |
| 31 березня   | Дюран Бернарр                                                 | джерело    |
| 5 квітня     | Касса Овералл                                                 | джерело    |
| 7 квітня     | Trina                                                         | джерело    |
| 10 квітня    | Fred Again                                                    | джерело    |
| 12 квітня    | Raye                                                          | джерело    |
| 17 квітня    | Клаудіа Акунья                                                | джерело    |
| 21 квітня    | Лара Даунс                                                    | джерело    |
| 26 квітня    | Гітарний квартет Білла Оркатта                                | джерело    |
| 28 квітня    | Куко                                                          | джерело    |
| 2 травня     | Кенні Гаррет і Sounds From The Ancestors                      | джерело    |
| 3 травня     | Caroline                                                      | джерело    |
| 10 травня    | Сід Шрірам                                                    | джерело    |
| 12 травня    | Аруж Афтаб, Віджай Аєр і Шахзад Ісмаїлі                       | джерело    |
| 15 травня    | Karol G                                                       | джерело    |
| 17 травня    | Льюїс Капалді                                                 | джерело    |
| 19 травня    | Актори мюзиклу Kimberley Akimbo                               | джерело    |
| 22 травня    | Анна Тівель                                                   | джерело    |
| 26 травня    | Джей Пак                                                      | джерело    |
| 31 травня    | Niki                                                          | джерело    |
| 2 червня     | Unknown Mortal Orchestra                                      | джерело    |
| 5 червня     | Чарлі Вілсон                                                  | джерело    |
| 9 червня     | Babyface                                                      | джерело    |
| 14 червня    | Tank                                                          | джерело    |
| 16 червня    | Адам Блекстоун                                                | джерело    |
| 20 червня    | Амбре                                                         | джерело    |
| 22 червня    | Амаарей                                                       | джерело    |
| 23 червня    | Muna                                                          | джерело    |
| 26 червня    | Wild Up                                                       | джерело    |
| 28 червня    | Бранді Янгер                                                  | джерело    |
| 30 червня    | Juvenile                                                      | джерело    |
| 5 липня      | Suba Trio (Омар Соса, Секу Кейта, Густаво Оваллес)            | джерело    |
| 7 липня      | Meridian Brothers                                             | джерело    |
| 11 липня     | Ліза О'Ніл                                                    | джерело    |
| 13 липня     | Maro                                                          | джерело    |
| 14 липня     | Еліс Сара Отт                                                 | джерело    |
| 17 липня     | Gwar                                                          | джерело    |
| 18 липня     | Sparks                                                        | джерело    |
| 20 липня     | Cypress Hill                                                  | джерело    |
| 24 липня     | Кані Гарсія                                                   | джерело    |
| 27 липня     | Peter One                                                     | джерело    |
| 2 серпня     | Obongjayar                                                    | джерело    |
| 4 серпня     | Грегоріо Урібе                                                | джерело    |
| 8 серпня     | Action Bronson                                                | джерело    |
| 11 серпня    | Little Dragon                                                 | джерело    |
| 15 серпня    | Post Malone                                                   | джерело    |
| 17 серпня    | Омар Монтес                                                   | джерело    |
| 18 серпня    | Сара Кехілл                                                   | джерело    |
| 24 серпня    | Yahritza y Su Esencia                                         | джерело    |
| 30 серпня    | Christian McBride's New Jawn                                  | джерело    |
| 31 серпня    | Speedy Ortiz                                                  | джерело    |
| 5 вересня    | Chlöe                                                         | джерело    |
| 7 вересня    | Енн Акіко Маєрс                                               | джерело    |
| 8 вересня    | Хіромі                                                        | джерело    |
| 13 вересня   | Індіго Де Соуза                                               | джерело    |
| 14 вересня   | V (BTS)                                                       | джерело    |
| 19 вересня   | Rawayana                                                      | джерело    |
| 21 вересня   | Актори мюзиклу Wicked                                         | джерело    |
| 22 вересня   | J Noa                                                         | джерело    |
| 27 вересня   | DannyLux                                                      | джерело    |
| 29 вересня   | Сем Сміт                                                      | джерело    |
| 4 жовтня     | Алекс Куба                                                    | джерело    |
| 6 жовтня     | Villano Antillano                                             | джерело    |
| 10 жовтня    | Керолайн Полачек                                              | джерело    |
| 11 жовтня    | Ivy Queen                                                     | джерело    |
| 13 жовтня    | Becky G                                                       | джерело    |
| 16 жовтня    | Смокі Робінсон                                                | джерело    |
| 20 жовтня    | Малума                                                        | джерело    |
| 23 жовтня    | Джордан Ворд                                                  | джерело    |
| 24 жовтня    | Нора Браун і Стефані Коулман                                  | джерело    |
| 26 жовтня    | Найл Роджерс і Chic                                           | джерело    |
| 30 жовтня    | Shakti                                                        | джерело    |
| 1 листопада  | Arlo Parks                                                    | джерело    |
| 3 листопада  | Конрад Тао та Калеб Тайшер                                    | джерело    |
| 6 листопада  | Струнний квартет Емерсона                                     | джерело    |
| 8 листопада  | Самія                                                         | джерело    |
| 10 листопада | Noname                                                        | джерело    |
| 13 листопада | Гайден Педіго                                                 | джерело    |
| 15 листопада | Марта Перейра да Коста                                        | джерело    |
| 17 листопада | PJ Harvey                                                     | джерело    |
| 20 листопада | Актори мюзиклуShucked                                         | джерело    |
| 22 листопада | Вільям Прінс                                                  | джерело    |
| 27 листопада | Tomorrow X Together                                           | джерело    |
| 29 листопада | Самфа                                                         | джерело    |
| 1 грудня     | Аджа Моне                                                     | джерело    |
| 4 грудня     | Філіп Селвей                                                  | джерело    |
| 7 грудня     | The LeeVees                                                   | джерело    |
| 11 грудня    | Олівія Родріґо                                                | джерело    |
| 13 грудня    | Лейвей                                                        | джерело    |
| 15 грудня    | Alvvays                                                       | джерело    |
| 18 грудня    | Scarface                                                      | джерело    |
| 20 грудня    | Луї Като                                                      | джерело    |
| 22 грудня    | Актори мюзиклу Sweeney Todd: The Demon Barber of Fleet Street | джерело    |

### 2024
| Дата         | Виконавці                                   | Стаття NPR |
| ------------ | ------------------------------------------- | ---------- |
| 5 січня      | Sunny Jain's Wild Wild East                 | джерело    |
| 8 січня      | Кевін Каарл                                 | джерело    |
| 10 січня     | The Good Ones                               | джерело    |
| 12 січня     | yMusic                                      | джерело    |
| 18 січня     | The Japanese House                          | джерело    |
| 22 січня     | Ганя Рані                                   | джерело    |
| 24 січня     | BLK ODYSSY                                  | джерело    |
| 26 січня     | Thee Sacred Souls                           | джерело    |
| 29 січня     | Кеті Фон Шляйхер                            | джерело    |
| 31 січня     | Тімо Андрес                                 | джерело    |
| 2 лютого     | Джошуа Редман                               | джерело    |
| 5 лютого     | Carrtoons                                   | джерело    |
| 7 лютого     | Берхана                                     | джерело    |
| 9 лютого     | Тінаше                                      | джерело    |
| 16 лютого    | Cinder Well                                 | джерело    |
| 19 лютого    | Irreversible Entanglements                  | джерело    |
| 21 лютого    | Jeezy                                       | джерело    |
| 23 лютого    | Kelela                                      | джерело    |
| 28 лютого    | Butcher Brown                               | джерело    |
| 1 березня    | Wednesday                                   | джерело    |
| 6 березня    | Squirrel Flower                             | джерело    |
| 11 березня   | 311                                         | джерело    |
| 13 березня   | Дженніфер Ко та Міссі Маццолі               | джерело    |
| 15 березня   | Джастін Тімберлейк                          | джерело    |
| 21 березня   | Чаппелл Роан                                | джерело    |
| 22 березня   | Soul Glo                                    | джерело    |
| 27 березня   | Big Sean                                    | джерело    |
| 28 березня   | Вікінгур Олафссон                           | джерело    |
| 1 квітня     | Тандісва Мазвай                             | джерело    |
| 3 квітня     | Tarta Relena                                | джерело    |
| 5 квітня     | El Laberinto del Coco                       | джерело    |
| 8 квітня     | Лінда Мей Хан О                             | джерело    |
| 10 квітня    | Яя Бей                                      | джерело    |
| 12 квітня    | Фудзі Казе                                  | джерело    |
| 15 квітня    | Sleater-Kinney                              | джерело    |
| 17 квітня    | Гаушка                                      | джерело    |
| 19 квітня    | Ліза Давідсен                               | джерело    |
| 22 квітня    | Hot Chip                                    | джерело    |
| 26 квітня    | Ne-Yo                                       | джерело    |
| 29 квітня    | Marty Stuart and His Fabulous Superlatives  | джерело    |
| 1 травня     | Віллоу                                      | джерело    |
| 3 травня     | Otoboke Beaver                              | джерело    |
| 6 травня     | Кіфер                                       | джерело    |
| 8 травня     | Ясер Техеда                                 | джерело    |
| 10 травня    | Луcіана Соуза                               | джерело    |
| 13 травня    | Гері Барц                                   | джерело    |
| 15 травня    | Ана Тіжу                                    | джерело    |
| 17 травня    | The Staves                                  | джерело    |
| 20 травня    | Боб Джеймс                                  | джерело    |
| 24 травня    | Неллі Фуртадо                               | джерело    |
| 29 травня    | The Philharmonik                            | джерело    |
| 31 травня    | Шон Пол                                     | джерело    |
| 3 червня     | Tems                                        | джерело    |
| 5 червня     | Лакеція Бенджамін                           | джерело    |
| 7 червня     | Тьєрра Вак                                  | джерело    |
| 11 червня    | Чака Хан                                    | джерело    |
| 14 червня    | Кьєрра Шерд                                 | джерело    |
| 18 червня    | Мішель Ндегеочелло                          | джерело    |
| 21 червня    | Брітні Спенсер                              | джерело    |
| 26 червня    | Flo Milli                                   | джерело    |
| 28 червня    | SWV                                         | джерело    |
| 1 липня      | Сільвія Перес Крус                          | джерело    |
| 3 липня      | Лора Джейн Грейс і The Mississippi Medicals | джерело    |
| 8 липня      | Марія Хосе Льєрго                           | джерело    |
| 10 липня     | Джуліус Родрігес                            | джерело    |
| 12 липня     | Актори мюзиклу The Wiz                      | джерело    |
| 15 липня     | Наті Пелусо                                 | джерело    |
| 17 липня     | Phish                                       | джерело    |
| 19 липня     | Альваро Діас                                | джерело    |
| 22 липня     | Нора Джонс                                  | джерело    |
| 24 липня     | Файст                                       | джерело    |
| 26 липня     | Раян Леслі                                  | джерело    |
| 29 липня     | Шей Юніверс                                 | джерело    |
| 31 липня     | Келані                                      | джерело    |
| 2 серпня     | The Lox                                     | джерело    |
| 5 серпня     | Алана Спрінгстін                            | джерело    |
| 7 серпня     | Мілтон Насіменту й Есперанса Сполдінг       | джерело    |
| 9 серпня     | Devo                                        | джерело    |
| 12 серпня    | Чучо Вальдес                                | джерело    |
| 14 серпня    | Сьєрра Феррелл                              | джерело    |
| 16 серпня    | Кейон Гаррольд                              | джерело    |
| 19 серпня    | Кеті Кірбі                                  | джерело    |
| 23 серпня    | Максвелл                                    | джерело    |
| 27 серпня    | Лейні Вілсон                                | джерело    |
| 30 серпня    | Pygmy Lush                                  | джерело    |
| 10 вересня   | Mdou Moctar                                 | джерело    |
| 12 вересня   | Ремі Вульф                                  | джерело    |
| 16 вересня   | Хуанес                                      | джерело    |
| 18 вересня   | Денні Оушен                                 | джерело    |
| 20 вересня   | Daniel, Me Estás Matando                    | джерело    |
| 24 вересня   | Okan                                        | джерело    |
| 26 вересня   | Іван Корнехо                                | джерело    |
| 30 вересня   | Фабіола Мендес                              | джерело    |
| 2 жовтня     | Ріта Паєс                                   | джерело    |
| 4 жовтня     | Ca7riel & Paco Amoroso                      | джерело    |
| 7 жовтня     | Еладіо Карріон                              | джерело    |
| 9 жовтня     | The Marías                                  | джерело    |
| 11 жовтня    | Sheila E.                                   | джерело    |
| 16 жовтня    | Джон Голідей                                | джерело    |
| 18 жовтня    | Одрі Нуна                                   | джерело    |
| 21 жовтня    | Камасі Вашингтон                            | джерело    |
| 23 жовтня    | The Baylor Project                          | джерело    |
| 25 жовтня    | Дуа Ліпа                                    | джерело    |
| 28 жовтня    | Sylo                                        | джерело    |
| 30 жовтня    | Челсі Вулф                                  | джерело    |
| 1 листопада  | Sheer Mag                                   | джерело    |
| 8 листопада  | LaRussell                                   | джерело    |
| 11 листопада | Elmiene                                     | джерело    |
| 13 листопада | Юньчан Лім                                  | джерело    |
| 15 листопада | Дюран Джонс                                 | джерело    |
| 20 листопада | The Magnetic Fields                         | джерело    |
| 22 листопада | Ваятт Флорес                                | джерело    |
| 25 листопада | Тідра Мозес                                 | джерело    |
| 27 листопада | TV on the Radio                             | джерело    |
| 2 грудня     | Роузі Такер                                 | джерело    |
| 4 грудня     | Old Crow Medicine Show                      | джерело    |
| 6 грудня     | Doechii                                     | джерело    |
| 10 грудня    | Акторський склад вистави Stereophonic       | джерело    |
| 12 грудня    | Біллі Айліш                                 | джерело    |
| 16 грудня    | Waxahatchee                                 | джерело    |
| 18 грудня    | Пісні з телесеріалу Yo Gabba GabbaLand!     | джерело    |
| 20 грудня    | Сабріна Карпентер                           | джерело    |